# 지중해 폭풍

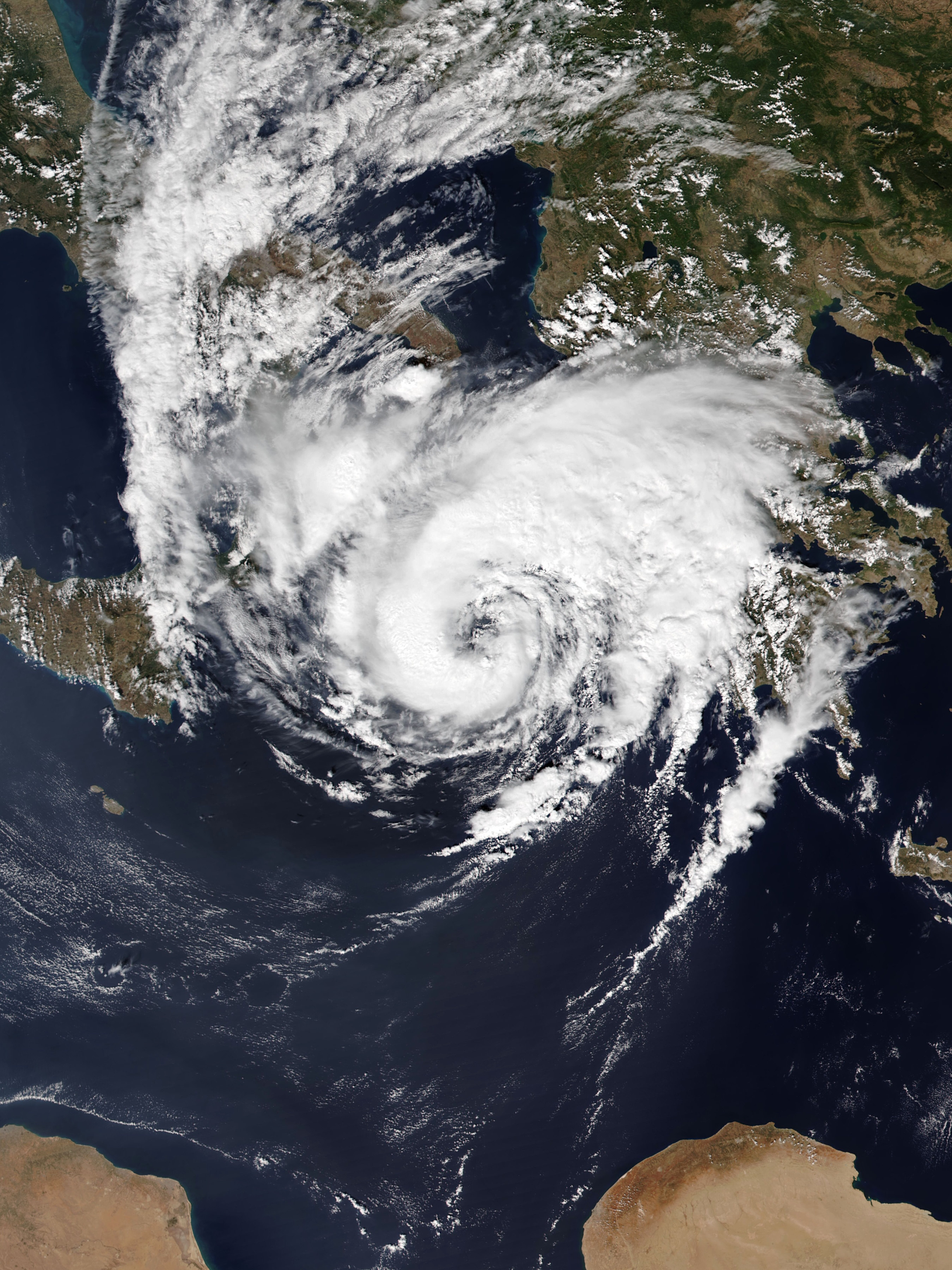
2020년 9월 17일, 강력한 지중해 폭풍인 사이클론 이아노스가 그리스에 상륙한 직후를 촬영한 위성 사진.

지중해 폭풍(Mediterranean tropical-like cyclone) 혹은 지중해 사이클론(Mediterranean cyclones), 지중해 허리케인(Mediterranean hurricanes), 메디케인(medicanes)은 지중해 상공에서 가끔씩 발생하는 기상 현상이다. 드물게 일부 폭풍은 사피어-심프슨 허리케인 등급 기준 1등급 허리케인의 강도로 올라가기도 하며, 2020년 폭풍의 경우에는 최대 2등급 허리케인의 강도로 올라가기도 했다. 지중해 폭풍이 유발하는 주요 위협과 피해로는 바람이 아닌 생명을 위협하는 집중호우와 돌발 홍수이다.
지중해 폭풍이 발생하는 것은 드문 일은 아니다. 유사 열대 저기압(Tropical-like systems)은 1980년대 지중해 해역에서 처음으로 확인되었는데, 당시 구름대 중앙에 태풍의 눈이 확인될 정도로 열대 저기압처럼 보이는 유사 저기압대가 인공위성으로 확인되었다. 지중해 지역의 건조한 특성으로 열대, 아열대 및 유사 열대 저기압의 형성은 드물며 특히 과거 데이터를 재분석할 때 감지하기 어렵다. 사용한 탐색 알고리즘에 따라 다르긴 하지만, 인공위성 촬영 시기와 그 이전 관측 시기 데이터의 장기간 추적 조사 결과 1947년부터 2014년 사이 열대폭풍급 이상의 세기를 가졌던 지중해 폭풍은 총 67개가 있으며, 1947년에서 2011년 사이 기록된 모든 지중해 폭풍은 100여개에 달한다. 지중해 폭풍의 장기적인 시간적, 공간적 분포에 대해서는 갑을논박이 더 많다. 하지만 대략적으로 폭풍은 주로 지중해 서부와 중부 상공에서 생성되며, 크레타섬 동쪽 지역은 거의 발생하지 않는다고 추정하고 있다. 지중해 폭풍은 1년 내내 언제든지 발생할 수 있지만 대부분의 폭풍은 9월에서 1월 사이에 주로 발생하며 대기가 안정된 지중해의 건기인 6-7월 여름철에는 발생 횟수가 매우 낮다.

## 기상학적 분류와 연구사
역사적으로 "유사 열대 저기압"이라는 용어는 1980년대 지중해 해역과 같이 열대 지역 이외에서 발생하는 열대 저기압을 열대 지역에서 발생하는 저기압과 비공식적으로 구분하기 위해 만들어진 단어이다. "유사 열대"라는 용어는 '진짜' 열대 저기압에서 일반적으로 볼 수 없는 특성을 나타내는 복합성 저기압을 의미하지 않는다. 발달 단계에서 지중해 폭풍은 다른 열대 저기압과 큰 차이가 없다. 따라서 지중해 폭풍, '메디케인'은 다른 지역의 허리케인이나 태풍과 큰 차이가 없다.
지중해 폭풍은 공식적으로 열대 저기압으로 분류되지 않으며, 기상 업무를 수행하는 기관에서도 공식적으로 지중해 폭풍의 형성 해역을 감시하고 있지 않다. 하지만 NOAA의 자부서인 위성분석지부는 2011년 11월 메디케인이 활동중일 때 관련 정보를 공개했으며, 이를 "열대폭풍 01M"이라고 명명했지만 2011년 12월 16일 공개되지 않은 이유로 지중해의 폭풍 추적 서비스를 중단했다. 하지만 2015년 NOAA은 지중해 지역의 서비스를 재개했고 2016년에는 새로운 지중해 폭풍인 열대폭풍 90M의 정보를 공개했다. 2005년 이후 ESTOFEX에서도 지중해 폭풍을 비롯한 다양한 저기압 예보를 하고 있다. 하지만 기상 업무를 담당하는 기관 중에서는 공식적으로 지중해 폭풍의 형성과 발달을 모니터링하고 이름을 붙이는 기관이 없다.
이럼에도 지중해 전역은 그리스가 예보 담당을 맡고 있어 그리스 국립기상청(HNMS)이 관리, 담당하고 있고 프랑스의 기상국이 지중해 서부 지역의 '보조 예보 기관'으로 활동하고 있다. 지중해 전체의 기상 예보를 담당하는 그리스 국립기상청은 지중해 폭풍의 분류에 특히 관심이 많다. 국립기상청은 연례회보에서 지중해에서 발생하는 유사 열대 저기압을 '메디케인'이라고 부르고 있으며 메디케인이라는 용어를 준공식적으로 정착시켰다. 그리스 국립기상청은 아테네 대학교의 기후학 및 대기과학 연구실과 저술한 공동논문에서 지중해 상공의 사이클론을 메디케인으로 분류하기 위한 요건을 다음과 같이 정리했다.
메디케인을 식별하는 기준은 적외선 대역의 메테오셋 인공위성 이미지를 사용해 저기압의 상세한 구조, 크기, 수명을 분석하는 것이다. 메디케인은 구름이 연속적으로 덮혀 있어야 하며, 명확하게 보이는 사이클론 중앙의 눈을 기준으로 대칭적인 모양을 가져야 한다.

같은 논문에서 37개의 지중해 폭풍을 조사한 결과 메디케인은 예상 최대지속풍속 47–180 km/h (29–112 mph; 25–97 kn)에서 명확하게 사이클론의 눈을 찾을 수 있으며, 중심이 온난한 사이클론의 경우 최대지속풍속의 하한선이 매우 낮게 형성된다는 사실이 밝혀졌다. 2015년 10월 22일 알바니아 해안 인근에서 형성된 메디케인의 경우에서처럼 메디케인은 최대지속풍속 30 mph (48 km/h; 30 mph; 26 kn) 이하일 경우에도 뚜렷한 눈을 관측할 수 있다. 이는 허리케인의 강풍보다 훨씬 낮고, 지중해 옆 대서양의 허리케인에서 태풍의 눈이 발달하는 풍속의 하한선인 50 mph (80 km/h; 50 mph; 43 kn)보다 훨씬 낮다.
몇 가지 주목할만하고 큰 피해를 끼친 메디케인도 있다. 1969년 9월 북아프리카에 형성된 지중해 폭풍은 홍수를 일으켜 600명 이상이 사망하고 25만명이 집을 잃고 난민이 되었으며 지역경제를 거의 마비시켰다. 1996년 9월에는 발레아레스 제도 인근에 형성된 지중해 폭풍이 6개의 토네이도를 일으켜 섬 일부를 침수시켰다. 그 외에도 1982년 1월, 1995년 1월, 2006년 9월, 2011년 11월, 2014년 11월 등 여러 차례 발생한 메디케인이 광범위한 연구 대상이 되었다. 1995년 1월 폭풍의 경우 다른 지역에서 발생하는 열대 저기압과 매우 유사했고 관측이 가능해서 지중해에서 발생한 폭풍 중 가장 많은 연구가 이루어진 폭풍이다. 한편 2006년 9월에 발생한 지중해 폭풍도 기존 자료와 데이터와의 가용성 덕분에 연구가 잘 이루어지고 있다.
지중해에서 발생하는 폭풍을 예측하고 분류하는 데 있어 그리스 국립기상청의 기상학적 위상이 많이 낮아 지중해 폭풍의 적절한 분류체계가 존재하지 않는다. 특정 저기압이 메디케인인지 확인하는 그리스 국립기상청의 기준은 태풍의 눈 존재유무로 이는 일반적으로 최대 강도의 메디케인에서만 유효하며 종종 상륙 수 시간 직전에만 보이는 경우도 많아 최소한 예보나 경보에 있어서는 유용하지 않다.
비공식적으로 독일의 국가기관인 독일 기상국(DWD)은 북대서양의 허리케인에 사용하는 미국 국립 허리케인 센터(NHC) 분류를 바탕으로 지중해 폭풍을 예보하고 분류하는 체계를 제안했다. 지중해 폭풍의 특성인 더 넓은 폭풍역과 더 큰 최대강풍반경을 고려하여 DWD는 대서양 허리케인의 사피어-심프슨 허리케인 등급의 기준인 119 km/h (74 mph; 64 kn) 대신에 더 낮은 최소풍속 112 km/h (70 mph; 60 kn)을 제안한다. DWD의 제안과 미국의 예보에서는 1분지속풍속을 사용하지만, 유럽 지역의 예보는 10분지속풍속을 사용하므로 둘 사이 측정치는 약 14%의 차이가 있다. 이 차이는 실용적인 목적에서도 직접적으로 사용된다. 두 풍속의 차이를 설명하기 위해 1분지속풍속과 추정 10분지속풍속을 둘 다 써서 사용한 DWD의 지중해 폭풍 분류 제안은 아래와 같다.
| 최대지속풍속 | 지중해 열대 저기압                         | 지중해 열대폭풍                                 | 메디케인                                    |
| ------------ | ------------------------------------------ | ----------------------------------------------- | ------------------------------------------- |
| 1분평균      | ≤ 62 km/h (≤ 17 m/s; ≤ 38 mph; ≤ 33 knots) | 63–111 km/h (18–30 m/s; 39–69 mph; 34–60 knots) | ≥ 112 km/h (≥ 31 m/s; ≥ 70 mph; ≥ 61 knots) |
| 10분평균     | ≤ 54 km/h (≤ 14 m/s; ≤ 33 mph; ≤ 29 knots) | 56–98 km/h (15–27 m/s; 35–61 mph; 30–53 knots)  | ≥ 99 km/h (≥ 28 m/s; ≥ 62 mph; ≥ 54 knots)  |

다른 제안으로는 거의 동일한 기준을 사용하지만 열대폭풍 세력의 사이클론에는 '메디케인'을, 허리케인 세력의 사이클론에는 '주요 메디케인'이라는 용어를 사용한다. 두 제안 모두 그리스 국립기상청이 조사한 37개 지중해 폭풍에서 가장 명확한 기준인 "태풍의 눈 존재유무"와 비교하면 태풍의 눈이 관측된 절반의 지중해 폭풍에서 최대지속풍속이 76–110 km/h (47–68 mph; 41–59 kn)로 관측되었고, 나머지 1/4의 메디케인은 이보다 낮은 풍속이었다는 관측결과와 잘 부합한다.

## 기상학적 특성

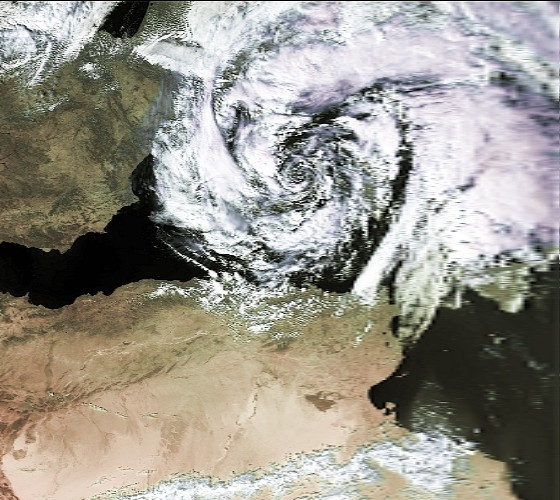
1996년 10월 7일, 발레아레스 제도 상공에 형성된 메디케인을 촬영한 인공위성 사진.

대부분의 지중해 폭풍은 두 개의 서로 다른 지역에서 형성된다. 첫 번째이자 가장 저기압 발달이 원할한 지역은 발레아레스 제도, 프랑스 남부, 코르시카섬, 사르데냐섬 해안선에 접해 있는 서지중해 해역이다. 두 번째로 확인된 저기압 발달 지역은 시칠리아섬에서 그리스 사이 이오니아해에서 남쪽 리비아 해안까지의 지중해 중부 해역으로 열대 저기압 형성에는 덜 유리한 지역이다. 두 해역 외에 간혹 에게해와 아드리아해에서 간혹 메디케인이 발생하며, 레반트 해안 지역에서는 지중해 폭풍이 거의 형성되지 않는다. 지중해 폭풍의 지리적 분포를 보면 피레네산맥과 아틀라스산맥, 제노바만, 이오니아해 사이 해역을 중심으로 정규저기압이 형성되는 등 다른 지역의 사이클론과는 현저하게 다르다. 아드리아해와 에게해 해역은 기상 요인으로는 가장 유리하지만 사방이 육지와 접해있다는 지리적으로 폐쇄적인 특성 때문에 추가적인 발달 가능 시간이 부족하다.
지중해에 접해 있는 산맥 지형은 악천후와 뇌우 형성에 큰 도움이 되며 산악지형의 경사지는 대류 활동이 쉽게 발달한다. 지중해 지역의 건조한 공기와 지리적 특성으로 일반적으로는 열대 저기압의 형성이 방해받지만 특정한 기상 상황이 발생하면 지중해의 지리적 특성의 방해를 뛰어넘을 수 있다. 지중해 폭풍의 발생은 매우 드물어 연평균 약 1.57개가 발생하며 1948년에서 2011년 사이 발생하고 기록된 지중해 폭풍은 총 99개인데 이 사이 지중해 폭풍의 활동 추세는 명확하지 않다. 여름철에는 지중해 폭풍이 거의 형성되지 않지만 일반적으로 가을부터 활동이 왕성해지기 시작해 1월에 최고조에 달하고 2월에서 5월까지는 점차 활동이 감소한다. 서지중해 저기압 발달 해역에는 매년 약 0.75개의 메디케인이 형성되는데 이는 이오니아해에서 매년 0.32개가 형성되는 것에 비교하면 매우 많다. 하지만 매우 드물게 흑해에서도 지중해에서와 유사한 "유사 열대 저기압"이 형성될 수 있다.
연구에 따르면 기후 변화로 지표에 들어오는 에너지 선속과 대기구성편차가 변화하여 열대 저기압의 세기가 더 강해질 수 있는데, 이는 메디케인에게도 적용될 수 있다고 한다. 열대 및 아열대 지역의 해수면 수온(SST)는 지난 50년간 0.2°C 상승했는데, 북대서양과 북태평양의 열대 저기압 해역에서는 같은 기간 저기압의 파괴력과 에너지가 거의 2배 가까이 증가하며 기후 변화와 열대 저기압의 세기 사이 명확한 상관관게가 있음을 입증했다. 비슷하게 지난 20년간 지중해의 수온은 약 0.6-1°C 증가했으나 2013년 기준 메디케인 활동이 변화했다는 관찰 가능한 증거는 발견되지 않았다. 2006년에는 컴퓨터 기반 대기 모델에서 2071년에서 2100년 사이 지중해 폭풍의 미래 발생 빈도를 평가했는데 가을, 겨울, 봄의 사이클론 활동은 감소했고 키프로스 인근 저기압 형성 횟수는 급격하게 증가했는데 두 현상 모두 기후 변화로 인한 기온 상승으로 일어났다. 또 다른 연구에서는 모델을 통해 21세기 말까지 지중해 폭풍이 1등급 허리케인급으로 강해지는 현상이 점점 빈번해질 것이며, 대부분의 강력한 폭풍은 가을에 나타나지만 일부 폭풍은 어느때더라도 최대 2등급 허리케인급으로 세력이 강해질 수 있다고 예측했다. 하지만 다른 여러 연구에서는 기간, 횟수, 세력의 증가와 감소 둘 다 예측하는 것으로 나오면서 미래에 어떻게 변화할 진 불확실하다. 서로 다른 방법론과 데이터를 사용한 3개의 독립된 연구에서 고려된 기후 시나리오에 따르면 메디케인의 활동은 일정 비율로 감소할 가능성이 있지만, 이 중 더 강한 세기의 메디케인 활동 비율은 늘어날 것이라고 예측했다.

## 형성과 발달

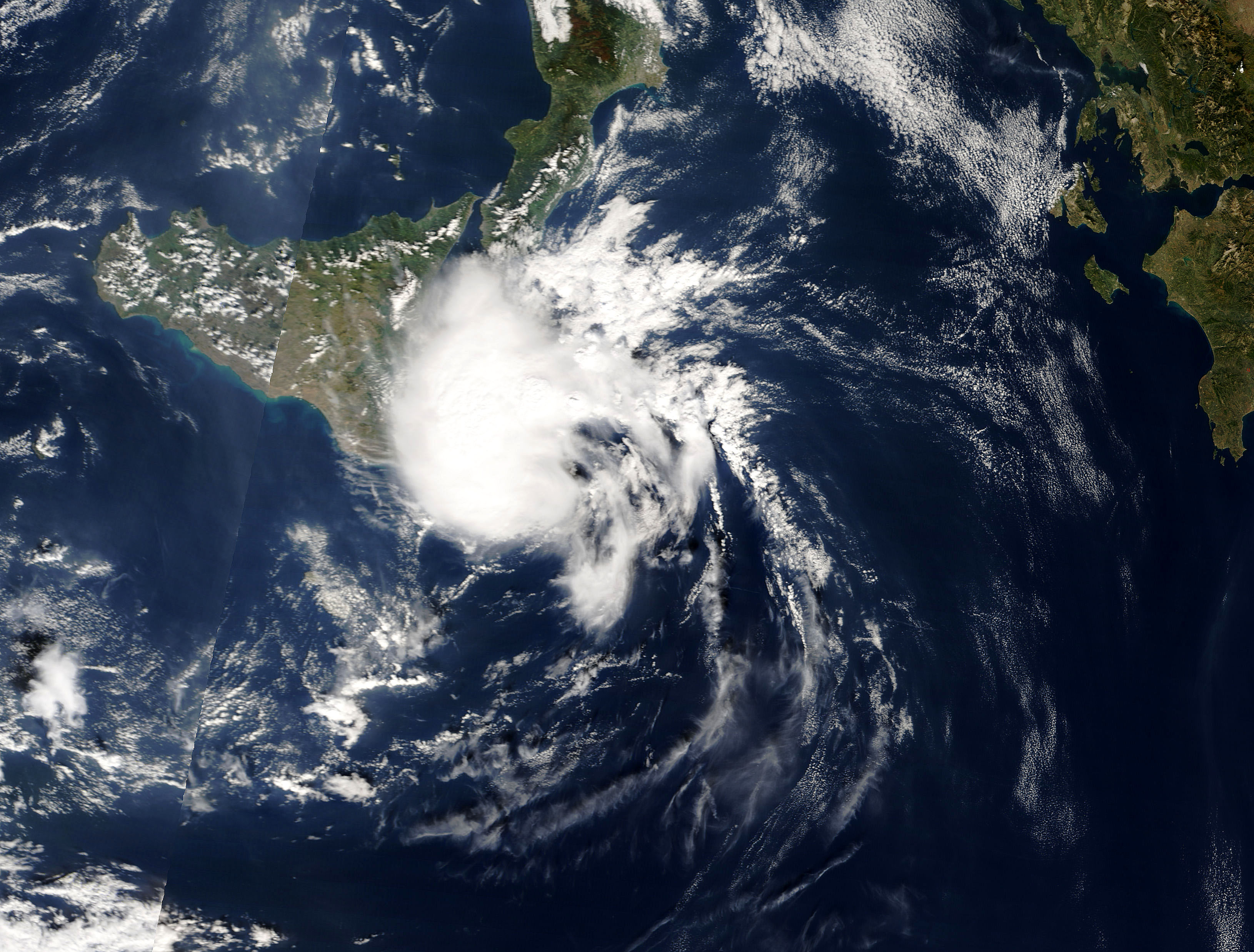
2007년 10월 27일, 이탈리아 남부 본토에 상륙한 지중해 폭풍의 모습.

지중해의 열대 혹은 아열대성 사이클론이 발생하러면 보통 다소 특이한 기상 조건이 갖춰줘야만 발달이 가능하다. 급변풍(윈드시어)가 적어야 하고 찬 공기의 침입으로 인한 대기불안정도 종종 필요하다. 또한 대부분의 지중해 폭풍은 상층 기압골을 동반해 대기 대류(뇌우 현상)과 강한 강수(폭우) 현상도 동반한다. 지중해 지역의 경압 특성과 높은 온도 구배로 열대 저기압 형성에 필요한 대기요란이 쉽게 형성될 수 있다. 또 다른 요인인 상승하는 찬 공기는 폭풍에 필요한 수분을 제공한다. 높은 표층수온(SST)는 거의 필요하지 않지만, 대부분의 메디케인의 에너지는 따듯한 대기의 기온에서 들어온다. 이렇게 폭풍 형성에 유리한 조건이 맞아떨어지면 기존에 자리잡은 한랭저기압 안에 중심부가 온난한 유사 열대 저기압이 형성될 수 있는 환경이 조성될 수 있다.
지중해 폭풍은 표층 수온이 26°C 이하인 해역에서만 발생하며, 대기 불안정을 유발하기 위해 이보다 더 차가운 공기의 유입이 필요한 등 메디케인이 형성되기 위한 요인은 일반적인 열대 저기압에 필요한 환경과는 많이 다르다. 대부분의 지중해 저기압은 표층 수온이 15 to 26 °C (59 to 79 °F)인 해역 상공에서만 발생하며, 이 수온의 상한선은 지중해 최남단에서만 가끔 관측된다. 해수면 온도가 낮음에도 온도와 기압 차이가 큰 지역인 기압골 내 차가운 대기에서 유발되는 대기불안정이 큰 기압골이 없는 열대 지방과는 대조적으로 지중해 폭풍을 형성하게 만드는데, 이는 열대 저기압의 형성에 높은 수온이 필요한 열대 지방과는 기상학적으로 전혀 다른 특성이다. 지중해 폭풍이 형성되는 시점에서 대기 기온이 크게 변화함을 관측하긴 했지만, 해수면 수온의 변동이 폭풍 형성 시기와 일치하는 경우는 거의 없었으며 이는 저기압의 형성이 수온의 영향이 아닌 더 상층부의 대기 중 기온에 영향을 받는다는 것을 의미한다. 열대 저기압과 유사하게 최소한의 윈드시어와 풍부한 수분, 대기불안정이 지중해에서 폭풍의 형성을 촉진시킨다.

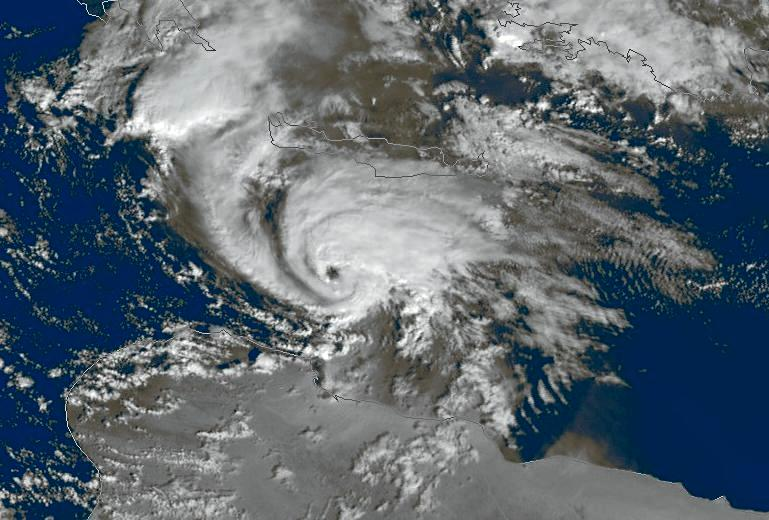
2005년 12월 15일 촬영한 그리스 남부 상공의 메디케인 모습.

지중해라는 한정된 지리적 특성과 열류속의 제한(메디케인의 경우 공기-바다 열전달)로 인해 지중해에서는 직경 300 km 이상인 유사 열대 저기압은 존재할 수 없다. 지중해는 기온구배가 높은 경압지대지만 지중해 폭풍이 활용하는 주요 에너지원은 지중해 외의 다른 열대 저기압과 유사하게 습한 환경에서의 대류(뇌우 활동)의 존재로 파생되는 기본열원이다. 다른 열대 저기압 형성 해역과 비교하면 지중해는 폭풍 발달을 위한 잠열에너지가 비정상적으로 크진 않지만 대기 중 수분이 부족해 잠재적인 발달을 방해한다는 특징이 있다. 지중해 폭풍의 완전한 발달을 위해서는 종종 대규모 기압골 교란의 형성을 필요로 하며 이 때 열대 저기압과 유사한 저기압으로 발달하는데 거의 항상 중상층 대류권 내의 깊고 단절된 한랭저기압의 영향을 받으며 이는 대게 광범위하게 퍼져 있는 상층 대기의 거대한 사행성 바람인 로스비 파동의 이상으로 발생한다.

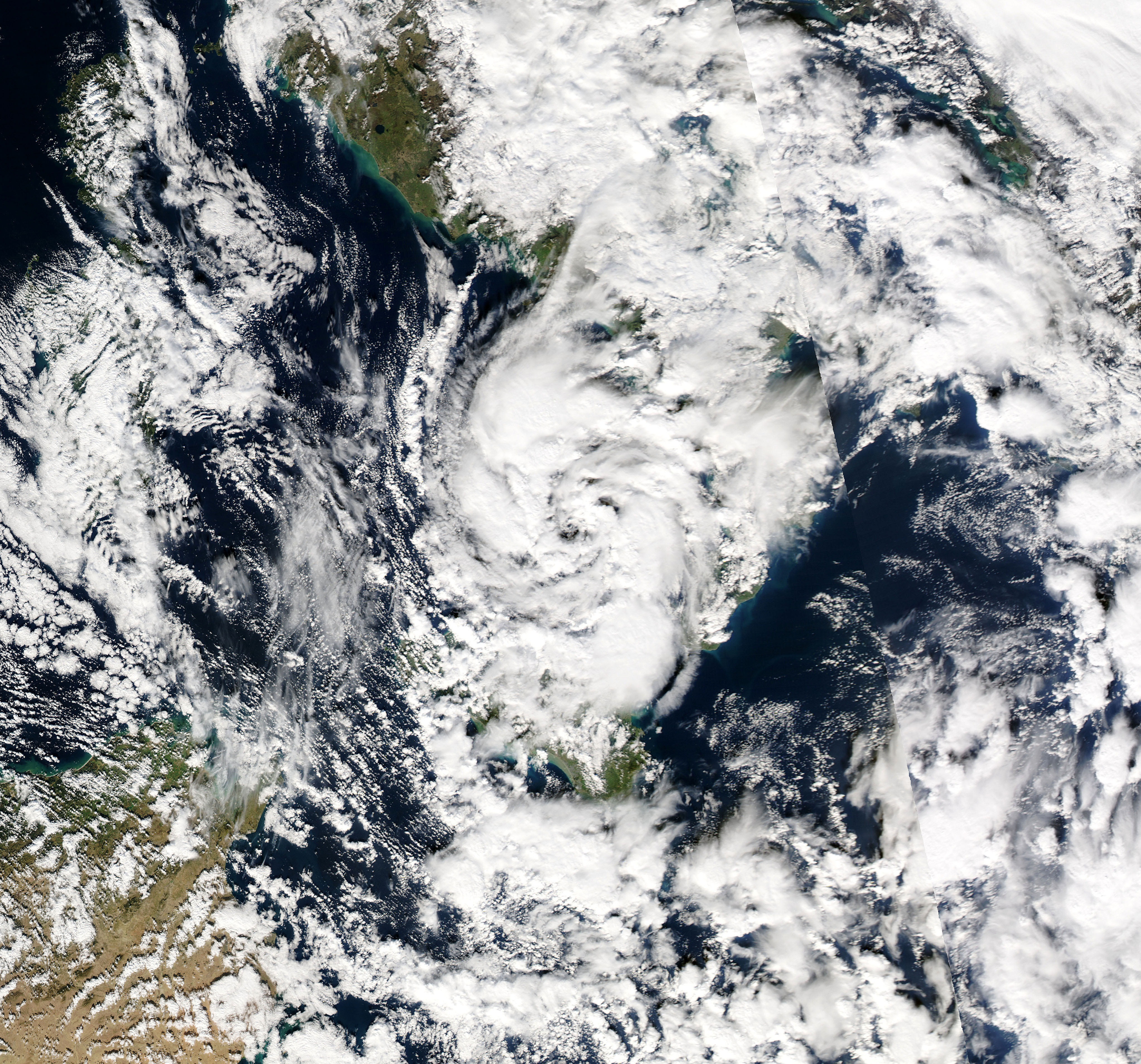
2009년 1월 28일 촬영한 몰타 상공의 메디케인 모습.

대류권에서 공기가 수직 방향으로 이동하면 상대습도가 증가해 온도가 낮아져 열대 저기압 형성에 더 유리한 환경이 조성되는 것도 저기압 발달에 영향을 미친다. 이는 다시 퍼텐셜 에너지의 증가로 이어져 열에 의한 공기와 바다의 불안정성을 증가시킨다. 습한 공기는 종종 열대 저기압의 형성을 방해하는 하강기류의 발생을 방지하며 이 경우 윈드시어의 발생도 최소화된다. 전반적으로 중심부가 한랭한 한랭저기압은 나중에 메디케인과 같이 매끈한 표면선속의 영향을 크게 받는 중심부가 온난한 저기압 형성에 큰 도움을 준다. 하지만 상층 한랭저기압은 규칙적으로 발생하는데 비해 드문 지중해 폭풍의 발생 빈도를 분석하면 추가적인 비정상적인 상황이 있어야 지중해 폭풍으로 이어진다고 추정된다. 차가운 대기와는 대조적으로 해수면의 온도가 상승하면 대류권 내 대기불안정이 더 심해진다.
일반적으로 대부분의 지중해 폭풍은 반경 70-200 km 사이이며 최대 12시간에서 5일 정도 지속하면서 700-3,000 km 정도를 이동하고 72시간 이내에 태풍의 눈이 발달하며 최대풍속이 144 km/h (89 mph; 78 kn) 이하 정도라는 특징이 있다. 또한 지중해 폭풍의 대부분은 위성 사진에서 대기 대류로 둘러싸인 뚜렷한 둥근 태풍의 눈을 가진 비대칭적인 저기압 모습을 갖췄다는 특징도 있다. 대부분의 열대 저기압과 유사한 약한 회전 상태에서 초기 메디케인은 점점 그 세기가 강해진다. 하지만 메디케인은 세력 강화 시간이 훨씬 짧고 타 북대서양 허리케인보다 더 약한 상태를 유지하며 이마저도 며칠간만 유지된다. 이론상 가능한 최대 세력은 사피어-심프슨 허리케인 등급에서 가장 낮은 등급인 1등급 허리케인 정도이다. 사이클론의 총수명은 수 일간 지속될 수 있지만 열대 저기압의 특성을 가지는 시기는 채 24시간이 안되는 경우가 많다. 형성에 필요한 조건이 타 저기압과는 다르지만 상황에 따라 때때로 더 작은 규모의 저기압이 생성될 수도 있다. 지중해에서 비정상적으로 작은 크기의 열대 저기압이 발생하러면 일반적으로 상층대기의 저기압이 하층대기의 저기압 생성을 유도하여 형성에 유리한 수분, 열 및 기타 환경조건을 갖추는 온난저기압이 되어야 한다.
지중해 폭풍은 북반구와 남반구 극 지역에서 발생하는 저기압 폭풍인 극저기압과 크기가 비슷하고 열적 불안정성도 비슷해 많이 비교되었다. 하지만 지중해 폭풍은 거의 항상 온난저기압적 특징을 가지고 있지만, 극저기압은 한랭저기압적 특징을 가지고 있다. 메디케인의 수명이 길고 극저기압과 유사한 것은 주로 전체적 규모의 표면저기압과 열적 불안정성에 기인한다. 발달하는 지중해 폭풍 내의 호우와 대류현상은 일반적으로 상층 기압골이 접근하여 기존의 저기압을 둘러싸고 하류의 찬 공기를 가져오면서 형성된다. 하지만 이 현상이 발생하면 추가 조직에도 강우량이 상당히 감소하고 이전에 많았던 번개 활동도 감소한다. 기압골은 그 골을 따라 메디케인을 동반하기도 하지만, 일반적으로 지중해 폭풍의 수명주기 후반부엔 둘이 분리된다. 동시에 대기 중에서 상승하는 포화되고 냉각된 습한 공기가 메디케인과 만나 열대 저기압으로 발달하고 진화할 수 있다. 이런 특성 중 다수는 중심부가 따뜻하다는 특성을 제외한다면 극저기압과 일치한다.

## 유명 지중해 폭풍과 그 영향

### 1969년 9월 22-27일

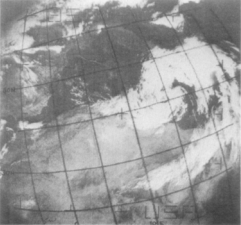
ESSA-8 가시광선 위성이 관측한 1969년 9월 사이클론의 위성 사진.

1969년 9월 23일, 몰타 동남쪽 해역에서 비정상적으로 강한 지중해 폭풍이 발생해 심각한 홍수를 일으켰다. 9월 19일 아틀라스산맥 상공의 기압과 온도 변화율이 가팔랐는데, 이는 차가운 바다의 대기가 내륙으로 침투하러고 시도하며 발생한 결과이며 산맥 남쪽에는 산악의 저기압대의 일종인 "리 저기압"이 발달했다. 산악 지형의 영향으로 작은 기압골이 동북쪽으로 구불구불하게 휘어졌다. 그러다 차가운 바닷공기가 유입되고 나서 동남쪽으로 방향을 틀어 9월 22일에는 뚜렷하게 한랭전선이 나타난 사하라 사막의 저기압으로 발달했다. 전선 경로를 따라 사막의 공기는 북쪽으로 이동하고, 찬 공기는 반대로 내려가면서 리비아 북부에서 따뜻하고 건조한 공기가 지중해의 서늘한 고원 지대 공기와 충돌했다. 이 대기요란은 9월 23일 지중해에 출현하면서 점점 발달하며 회오리 모양의 순환이 형성되었고, 몰타 동남쪽의 중심부가 차가운 한랭저기압으로 빠르게 강화되면서 열대 저기압적 특성을 가지게 되었다. 한편 서아프리카에서는 여러 열대요란이 모리타니와 알제리 지역으로 수렴하면서 메디케인이 지중해 서남쪽 해안을 향해 다시 순환하여 폭풍이 약해지고 소멸했다.
이 사이클론은 북아프리카 전역에 심각한 홍수를 일으켰다. 몰타에서는 9월 23일 123 mm 이상의 강우량을 관측했고, 9월 24일 튀니지 스팍스에서는 45 mm를, 9월 25일에는 알제리 티지우주에서 55 mm를, 9월 26일에는 튀니지 가프사에 79 mm를, 알제리 콩스탕틴에 46 mm를, 9월 27일에는 카프벵구트 등대에서 43 mm를, 9월 28일에는 알제리 비스크라에서 122 mm의 강우량을 기록했다. 몰타에서는 2천톤 규모의 유조선이 암초에 부딪혀 두동강이 났고, 튀니지 가프사에서는 사이클론으로 인산염 광산이 침수되어 25,000명 이상의 광부가 실직되었고 정부가 1주당 2백만 파운드 이상의 비용을 소요해야 했다. 홍수에 낙타와 뱀 수천마리가 바다로 휩쓸려갔고, 서로마 제국의 붕괴 이후에도 계속 버티고 있던 로마 다리도 붕괴되었다. 튀니지와 알제리에서는 홍수로 약 600명이 사망하고 25만명 이상이 집을 잃었으며 지역 경제에 큰 피해가 발생했다. 하지만 통신 문제로 홍수 구호 기금과 텔레비전 구호 활동이 거의 재난 1달이 지나서야 시작되었다.

### 레우코시아 (1982년 1월 24-27일)

1982년 1월 26일 최전성기의 레우코시아 인공위성 사진의 모습.

1982년 1월에 발생한 특이한 지중해 폭풍은 리비아 북쪽 해역에서 처음 관측되었다. 이 폭풍은 1982년 1월 23일까지 아틀라스산맥의 저기압 지대로 향했을 가능성이 있으며, 이베리아반도 위의 길고 천천히 표류하는 기압골의 영향으로 강해지기 시작했다. 결국 UTC 13시 10분경에는 폐쇄적인 열대 순환이 형성되었으며, 당시 지중해의 해수 표층 온도는 16 °C에 대기 기온은 12 °C였다. 얼마 지나지 않아 저기압대에서 갈고리 모양의 구름대가 발달하면서 150 km 길이의 쉼표 모양 구름대로 길어지며 회전하기 시작했다. 시칠리아섬 주변을 돌던 저기압은 시칠리아섬과 펠로폰네소스반도 사이 해역에서 동쪽으로 표류하며 제자리를 돌았다가 명확하게 구부러진 나선형 저기압대가 되어서는 약간 크기가 줄어들었다. 다음날 UTC 18시 경에는 최전성기에 도달해 최저기압 992 mbar까지 도달했다가 점차 약화되어 저기압대의 기압이 1,009 mbar까지 올라갔다. 하지만 1월 26일에는 6시간동안 저기압이 다시 강해졌다. 주변을 항해하던 배는 당시 사이클론에는 풍속 93 km/h (58 mph; 50 kn)의 바람이 불었으며, 이는 사피어-심프슨 허리케인 등급 기준 열대폭풍에 해당하는 강도로 이 풍속은 열대 저기압의 가장 안쪽에 해당하는 눈벽 근처에서 측정된 것으로 추정된다.
미국 공군(USAF)의 세계기상센터 내 사이클론기상센터에서는 1월 27일 UTC 18시부터 다음 날 UTC 6시까지 6시간 간격으로 사이클론을 관측하며 "지중해 사이클론 주의보"를 발령했다. 대류 현상이 동에서 북동쪽으로 휘어지며 사이클론의 동쪽에서 가장 강한 바람을 관측했다. 적외선 인공위성 사진에 따르면 눈의 직경은 58.5 km이고, 상륙하기 하루 전에는 28 km로 줄어들었다. 사이클론은 몰타, 이탈리아, 그리스를 지나 며칠 후 지중해 동쪽 끝에서 소멸했다. 하지만 사이클론의 관측 자료가 충분하지 않아 이 저기압은 열대 저기압의 특성을 보이긴 했지만 명확한 눈, 나선형 구름대, 우뚝 솟은 적란운, 눈벽 인근의 강한 풍속 등 강하면서 작은 온대 저기압이었을 가능성도 있다.

### 1983년 9월 27일-10월 2일 사이클론
1983년 9월 27일 튀니지와 시칠리아섬 사이 해상에서 형성되어 샤르데나섬과 코르시카섬을 한바퀴 돌며 섬에 두 번 상륙한 후 10월 2일 새벽 튀니스 인근에 상륙해 소멸한 지중해 폭풍이 관측되었다. 이 저기압의 발달은 기압의 불안정성이 아닌 당시 비정상적으로 높았던 해수면 온도로 인한 대류 현상의 촉발 때문이었다. 이 저기압은 뚜렷한 눈, 높은 높이의 적란운, 강하고 지속적으로 분 바람, 따뜻한 중심부이라는 특징을 가졌다. 대부분 기간 이 사이클론은 직경 200-300 km를 유지했지만 코르시카 아작시오에 상륙하기 직전에는 직경 100 km 정도로 줄어들었다.

### 셀레노 (1995년 1월 14-17일)

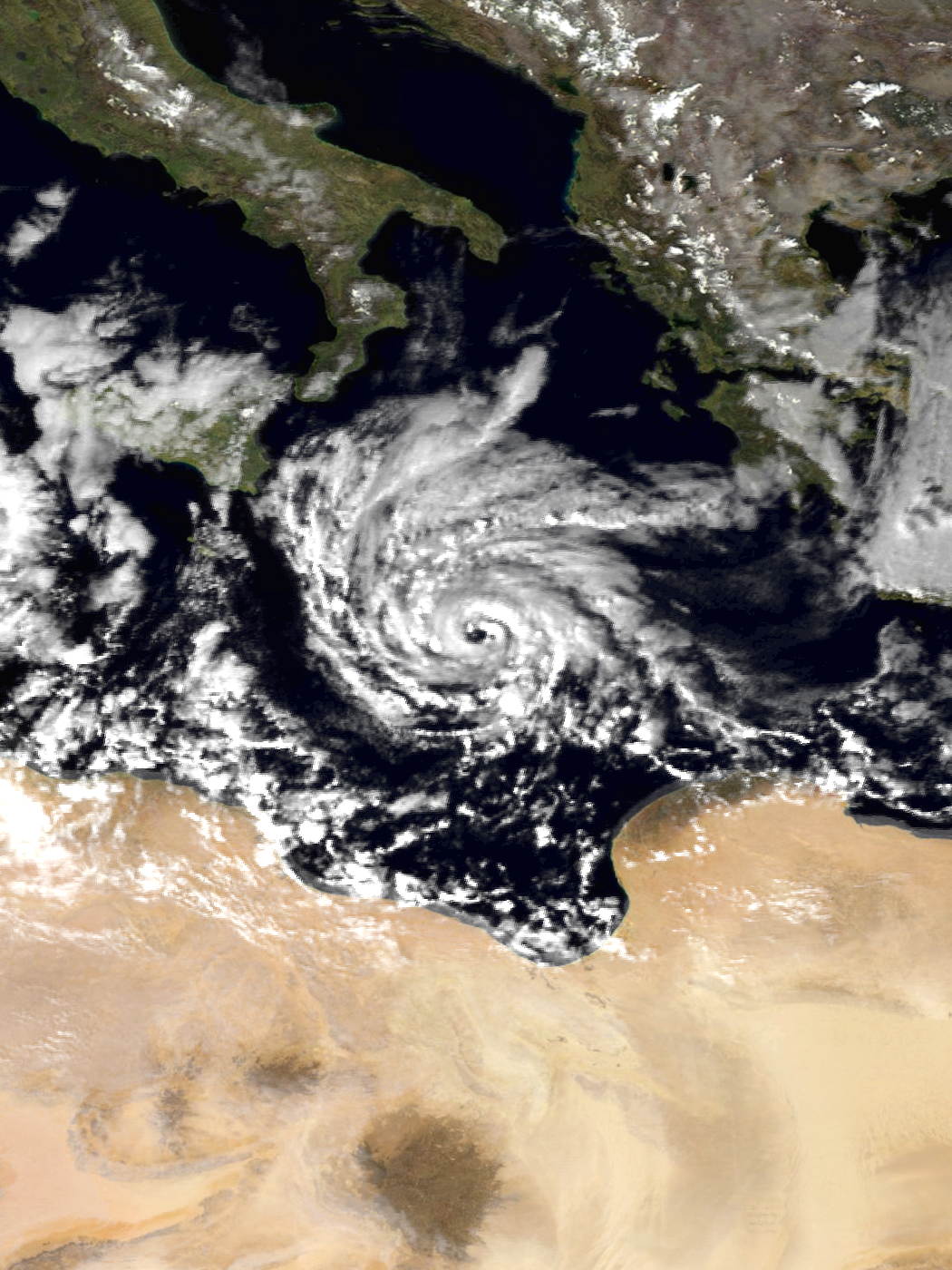
1995년 1월 16일 UTC 14시, 셀레노의 형성 직후 촬영한 인공위성 사진.

문서화 된 수많은 지중해 폭풍 중 20세기에서 가장 문서화가 잘 된 사이클론으로는 1995년 셀레노가 있다. 이 저기압은 리비아 해안에서 이동하여 1월 13일 그리스 이오니아해 해역에서 소형 저기압대가 되었다. 이 메디케인은 이오니아해를 지나면서 풍속 108 km/h (67 mph; 58 kn)의 세력을 유지했고 독일의 연구선 "메테오르"는 풍속 135 km/h (84 mph; 73 kn)을 관측했다. 저기압대가 그리스로 접근하자 대기 대류대를 감싸기 시작했고 대류권 중앙에서는 러시아에서 지중해로 내려온 기압골이 극도로 추운 공기를 가져왔다. 저기압대 경로에 2개의 저기압이 존재했는데 하나는 우크라이나 위에, 다른 하나는 중앙지중해 위에 있었으며 그리스 서부 상공의 저기압대와 연관 가능성이 있다. 1월 14일에 저기압이 약화되고 소멸하자 1월 15일에는 그 자리에 지중해 폭풍이 될 새로운 두 번째 저기압이 발달했다.
형성 당시 높은 곳에 형성된 구름이 강렬한 대류의 존재를 나타냈고 저기압은 구름 없는 뚜렷한 눈과 전체적인 대기요란 주변에 원형 강우대가 형성된 대칭적인 구름 구조를 가졌다. 얼마 지나지 않아 모 저기압이 메디케인에서 완전히 분리되어 동쪽으로 계속 이동해 에게해와 튀르키예를 향해 구불구불 움직였다. 처음에는 메디케인이 시칠리아섬과 그리스 사이에서 최저기압 1,002 mbar (29.6 inHg)에 고정된 상태로 머물렀다가 새로 형성된 저기압대가 동쪽으로 멀리 떨어진 모 저기압과 중부, 동유럽 상공의 고기압대로 유발된 동북풍의 영향을 받아 다음날 서남쪽에서 남쪽을 향해 이동하기 시작했다. 이 저기압대는 1월 15일 하룻동안 인근 지역 전체의 고기압대 영향을 받아 기압이 올라갔으나 약화되는 태세는 보이지 않았다.
초기 메디케인의 풍속은 매우 낮아 지속풍속은 28-46 km/h였으며, 최대풍속은 1월 16일 UTC 자정에 관측된 63 km/h로 사피어-심프슨 허리케인 등급에서 열대폭풍의 기준값보다 약간 약했다. 이제 저기압 구조는 구름정상의 기온이 -50°C 이하인 반시계 방향으로 회전하는 적란운으로 둘러싸인 뚜렷한 눈 구조가 되었으며, 이는 깊은 대류와 함께 열대 저기압에서 흔히 보이는 구조이다. 1월 16일 UTC 12시에는 사이클론 중심에서 북북동쪽으로 약 50 km 떨어진 해역에서 풍속 약 50 노트 (93 km/h)의 동북동풍을 관측했다. 이 강한 저기압은 지중해를 횡단하며 전체적인 기압계 경로를 따라갔고 1월 17일 UTC 18시경에 리비아 해안에 상륙하자 비가 많이 내리면서 빠르게 약화되었다. 내륙을 이동하면서 시드라만을 통과한 후 최저기압은 1,012 mbar (29.9 inHg), 최대풍속은 93 km/h (58 mph; 50 kn)로 측정되었다. 저기압대가 잠깐 강해지진 했지만 사이클론 구름대 꼭대기가 따뜻해지기 시작하면서 구름 높이가 낮아지기 시작했고 1월 17일에는 사이클론이 열대 저기압의 특성을 완전히 상실했다. 선박을 통한 해양 보고에 따르면 셀레노는 강한 바람, 많은 강우량, 비정상적으로 따뜻한 기온을 가졌다고 보고되었다.

### 1996년 9월 11-13일 사이클론
1996년에는 주목할만한 저기압이 총 3차례 발생했다. 그 중 첫번째인 9월 중순 저기압은 발레아레스 제도에서 형성된 전형적인 지중해 폭풍이다. 저기압이 형성될 시기 대서양의 강력한 한랭전선과 대규모 저기압과 연관된 온난전선이 이베리아반도에 동북풍을 일으키고, 이 저기압이 지중해를 향해 동쪽으로 확장되면서 발레아레스 제도 해역의 대류권 하층부에 수분이 매우 많이 모이도록 유도했다. 9월 12일 오전에는 스페인 발렌시아 앞바다에서 형성된 대기요란이 발생했는데 해안에 상륙하지 않았는데도 도시에 폭우를 쏟아부었다. 얼마 지나지 않아 저기압대가 동쪽으로 이동하면서 마요르카섬과 사르데냐를 빠르게 가로질러 지중해를 횡단하며 태풍의 눈이 형성되었다. 9월 13일 저녁에는 이탈리아 남부 해안에 최저기압 990 mbar (29 inHg)의 세력으로 상륙했으며 상륙 직후 사이클론은 소멸했다. 직경은 약 150 km였다.
발렌시아와 스페인 동부의 다른 지역에서는 지중해 폭풍이 폭우를 일으켰고, 6개의 토네이도가 발레아레스 제도에 나타나기도 했다. 사이클론이 발레아레스 제도 해안에 접근하던 때 온난했던 저기압의 영향으로 팔마데마요르카에서는 기압이 한번에 11 mbar (0.32 inHg)나 떨어지기도 했다. 1996년 9월에 형성된 메디케인 급으로 크기가 작은 저기압은 거의 볼 수 없으며, 종종 발생하는 일반적인 지중해 폭풍의 형성에 필요한 상황과는 전혀 다른 상황이 필요할 수도 있다. 지중해 서부 상공에 있는 대규모 저기압에서 발생한 따뜻한 저층 이류(공기 혹은 바다를 통한 열전달)이 강한 대류를 만들어 낸 주요 원인이다. 저기압의 전형적인 형성 방법인 중상층의 한랭저기압대 존재 또한 사이클론의 강한 강우대 형성에 결정적인 역할을 했다. 여기에 동북쪽으로 흐르는 기압골과 메디케인 사이의 대규모 상호작용으로 상륙 후 사이클론으로 형성된 뇌우 내에서 토네이도도 같이 형성되었다.

### 1996년 10월 4-6일 사이클론

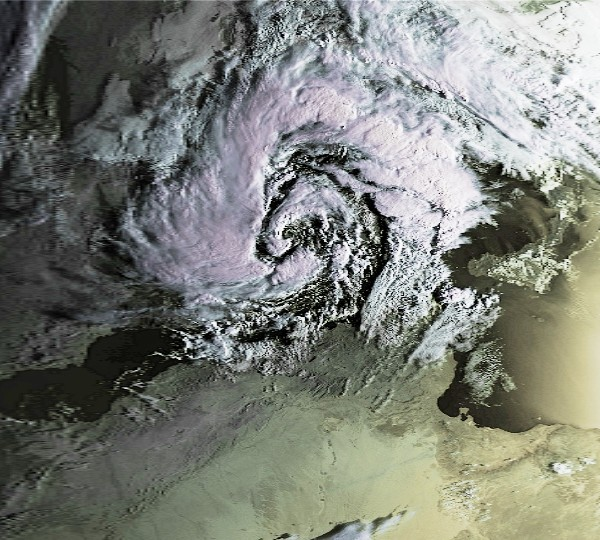
1996년 두 번째로 형성된 10월 초 저기압이 10월 7일 이탈리아 남부 해상에 있는 모습.

1996년에 기록된 세 차례 저기압 중 두번째인 10월 초 저기압은 10월 4일 시칠리아섬과 튀니지 사이 해역에서 형성되었다. 이후 곧바로 저기압은 시칠리아섬과 이탈리아 남부에 상륙했다. 메디케인은 시칠리아에 대규모 홍수를 일으켰다. 칼라브리아주를 중심으로 심각한 홍수 피해가 발생했으며, 최대풍속 108 km/h (67 mph; 58 kn)의 돌풍도 보고되었다.

### 코르넬리아 (1996년 10월 6-11일)

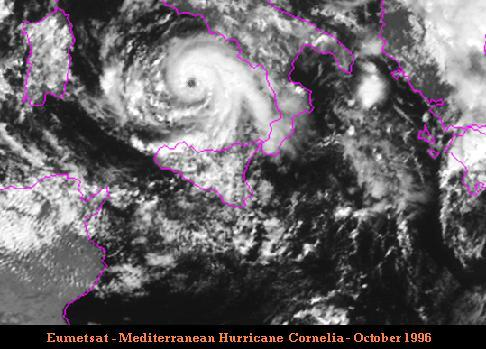
1996년 10월 7일, 이탈리아 남부 해상에 있는 사이클론 코르넬리아의 위성 사진.

1996년 발생한 세 차례의 지중해 폭풍 중 마지막으로 발생한 폭풍은 알제리 북부에서 형성되어 발레아레스 제도와 사르데냐섬 사이를 휩쓸며 강화되었고 위성에서 태풍의 눈과 같은 구조가 두드러지게 나타났다. 이 폭풍의 이름은 비공식적으로 '코르넬리아'라는 이름이 붙여졌다. 폭풍의 눈은 10월 8일 저녁에 사르데냐섬 남부에 상륙하면서 왜곡되었다가 사라졌고 저기압대도 전체적으로 약화되었다. 10월 9일 아침에는 폭풍이 티레니아해를 통과하면서 작은 눈이 다시 생겼다가 더 강해져서 폭풍 중심에서 약 100 km 떨어진 지점의 풍속이 90 km/h (56 mph; 49 kn)로 측정되기도 했다. 열대 저기압이 시칠리아섬 북부를 통과할 때 에올리에 제도에서 극심한 피해가 보고되었으나 칼리브리아주 상공에서 남쪽으로 방향을 틀면서 소멸했다. 전반적으로 코르넬리아의 예상 최저기압은 998 mbar (29.5 inHg) 정도였다. 1996년 10월에 관측된 두 메디케인은 모두 독특한 나선형 강우대, 강렬한 대류현상, 강하게 지속된 바람, 많은 강수량 등의 특징을 가지고 있었다.

### 퀘리다 (2006년 9월 25-27일)

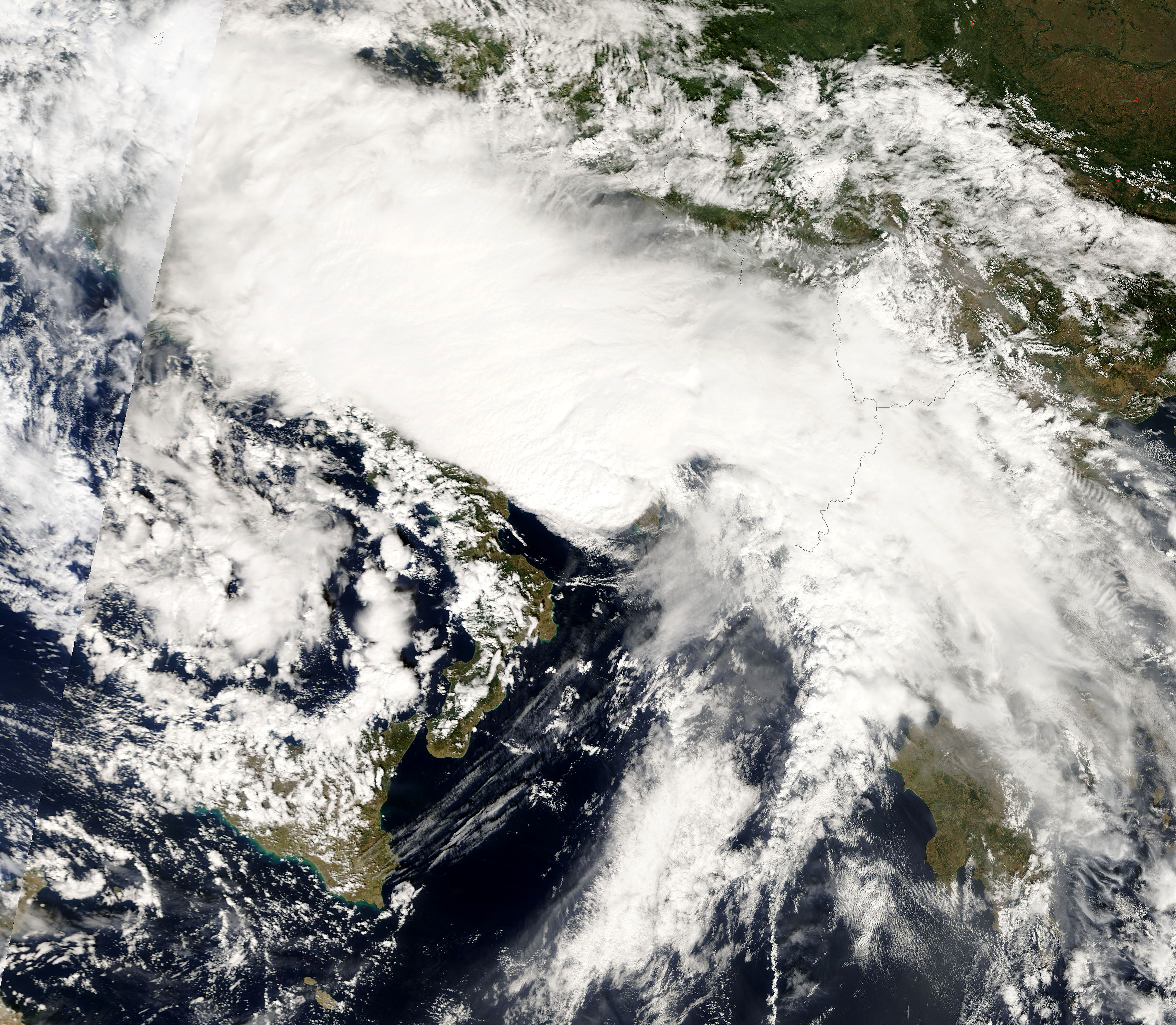
2006년 9월 26일에 촬영한 메디케인 퀘리다의 모습.

짧은 기간 존속한 메디케인인 퀘리다는 베를린 자유 대학교에서 붙인 이름으로 2006년 9월 말 이탈리아 해안 지역에서 발달했다. 이 저기압은 9월 25일 저녁 아틀라스산맥 고원 지대에서 처음 발견되기 시작하여 표준적인 리 사이클론 형태로 발달했다. 9월 26일 UTC 6시 기준 유럽중기기상예보센터(ECMWF)의 모델 분석에 따르면 이탈리아 해안선을 따라 두 개의 저기압이 존재했는데 하나는 이탈리아 서해안에 있어 티레니아해를 가로질러 동쪽으로 휩쓸어 갔고, 다른 하나는 약간 더 센 저기압으로 이오니아해 상공에 있었다. 이오니아해의 저기압이 시칠리아 해협에 접근하면서 동쪽으로 이동하는 대류성 한대전선을 만나 상당히 세력이 강화되면서 동시에 저기압의 크기가 작아졌다. 같은 날 9시 15분에서 약 30분간 저기압이 폭 40 km 정도의 살렌토반도를 북북동쪽으로 가로질러가면서 최저기압이 986 mbar (29.1 inHg)로 내려갔다.
가파른 기압구배로 살렌토반도를 통과할 당시 순간풍속 최대 144 km/h (89 mph; 78 kn)의 돌풍이 관측되었으며, 이 지역의 기상 레이더 관측을 통해 태풍의 눈이 존재함도 확인했다. 강풍은 반도 전역에 중간 정도의 피해를 입혔으나 구체적인 피해 상황은 알려지지 않았다. UTC 17시 경에는 레이더와 위성 관측 양쪽에서 저기압이 아드리아해에 진입했음을 확인했고 이탈리아 해안을 향해 천천히 서북쪽으로 곡선을 그리며 나아갔다. UTC 17시에는 사이클론이 최저기압 988 mbar (29.2 inHg)의 세력을 그대로 유지한 채 풀리아주 북부에 다시 상륙했다. 사이클론은 이탈리아 본토 내륙으로 이동하면서 급격히 약화했고 결국 서남서쪽으로 경로가 휘어지다 소멸했다. 2008년의 사후 연구에 따르면 사이클론은 나선형 모양의 구름, 태풍의 눈과 같은 구조, 상륙 직접 급격한 기압감소, 태풍의 눈 인근의 가장 강한 바람 등 여타 다른 열대 저기압에서 보이는 특징이 그대로 나타났다고 확인했다. 하지만 이 사이클론의 경우 태풍의 눈 구조가 얼마나 뚜렷하게 드러나는지는 잘 정의되지 않았다고 이어 썼다. 2006년 퀘리다를 기점으로 메디케인은 사이클론과 관련이 있다는 보고서와 논문이 발표되며 중요한 연구 대상으로 올라왔다. 특히 해수면 온도에 대한 사이클론의 민감성, 초기 조건과 모델, 시뮬레이션에 사용해야 할 매개변수와 그 체계에 대한 분석이 이루어졌다.이런 메디케인의 분석과 예측을 위해, 지중해 폭풍과 다양한 대기 불안정 관련 지표와의 관련성도 연구되었다.

### 롤프 (2011년 11월 6-9일)

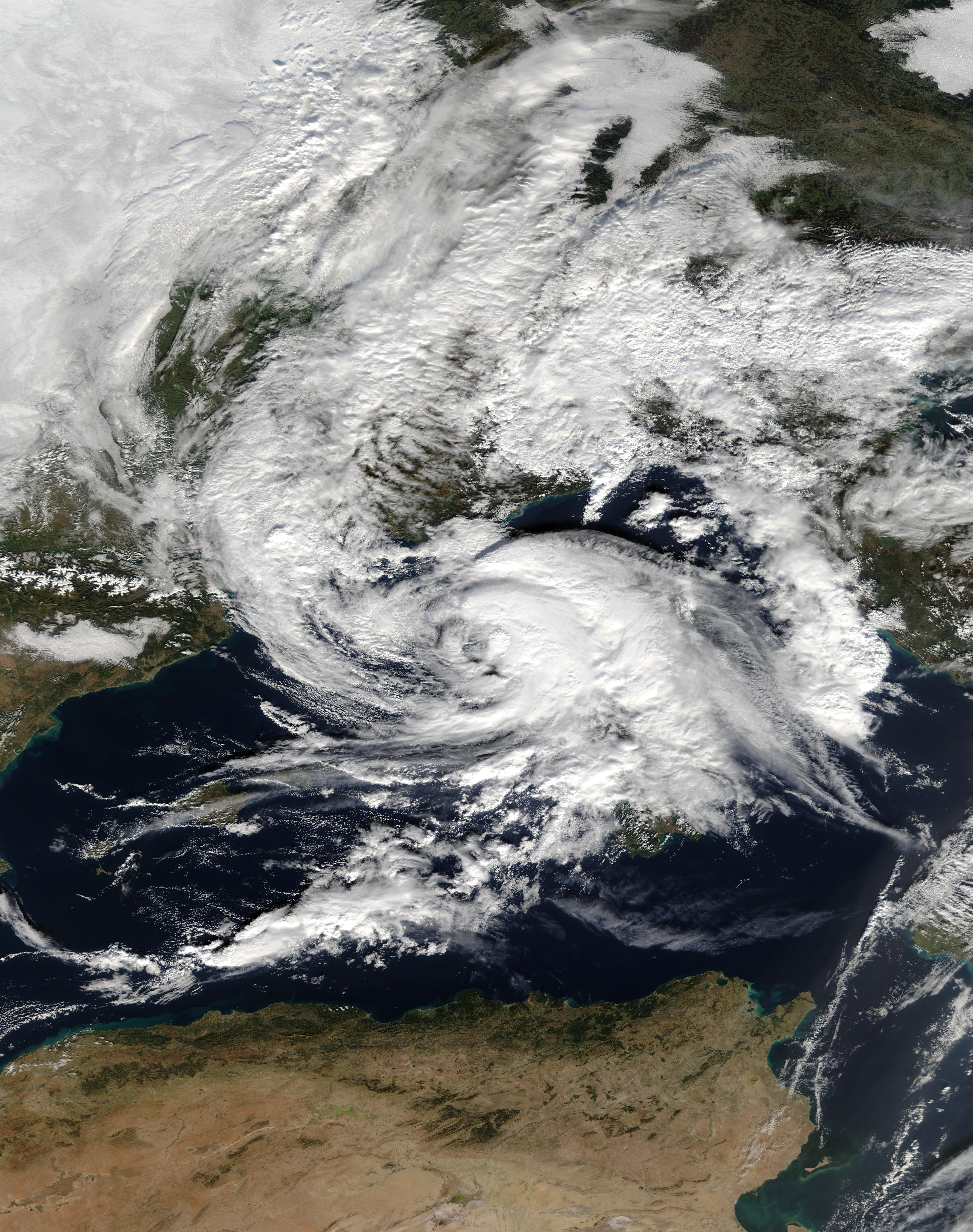
2011년 11월 8일 최정선기의 열대폭풍 롤프의 위성사진.

2011년 11월에는 위성분석지부에서 관측한 지중해의 폭풍을 열대폭풍 01M이라고 이름붙이면서 미국 해양대기청(NOAA)에서 처음으로 지중해 폭풍이라고 공식적으로 지정된 폭풍이 나타났다. 베를린 자유 대학교에서는 이 폭풍의 이름을 '롤프'라고 이름붙였으나 당시 지중해에서 발생한 열대 저기압의 활동을 감시하는 기관이 공식적으로 존재하지 않았다. 2011년 11월 4일, 베를린 자유 대학교에서 관측하던 '퀸'이라는 이름의 저기압과 동반된 전선대가 프랑스 마르세유 인근 내륙에서 또 다른 저기압대를 형성시켰으며 이후 같은 대학교에서 저기압 이름을 롤프라고 이름붙였다. 유럽 본토의 상층저기압이 피레네산맥에 접근해서 정체되었다가 롤프 저기압에 접근해 상호작용했다. 이 때문에 프랑스 남부와 이탈리아 서북부 지역에 폭우가 내려 산사태와 홍수 피해가 발생했다. 11월 5일에는 롤프가 최저기압 1,000 mbar (30 inHg)의 세력을 유지한 채 알프스산맥 상공에 머무르며 이동 속도가 느려졌다. 이 와중 마드리드와 리스본 사이에 있던 정체전선이 같은 날 롤프에 접근했고, 나중에는 한랭전선도 롤프와 만나 며칠간 상호작용했다.
11월 6일에는 폭풍이 프랑스 남부 해안선에서 지중해를 향해 이동했으며 그동안 폭풍의 직경은 약 150 km로 줄어들었다. 약간 세력이 약해진 롤프는 11월 7일 발레아레스 제도에 가까워지면서 유럽 전역에 폭우를 쏟아붓던 2개의 전선과 합체한 후 다시 완전히 분리되어 일종의 분리저기압이 되었다. 같은 날 NOAA가 저기압 감시를 시작하면서 01M이라는 코드명을 붙였고 이는 공식적으로 메디케인을 감시하기 시작한 최초의 사례가 되었다. 나선형 회오리구름과 강렬한 대류현상이 보이면서 뚜렷한 태풍의 눈이 드러나기 시작했다. 드보락법에 따르면 최전성기에 저기압 세력은 T3.0으로 분류되었다. 이후 대류현상이 점차 줄어들고 중층부와 상층부의 중심이 어긋나기 시작했다. 사이클론은 11월 9일 프랑스 이에르 인근에 상륙했다. 이 저기압은 11월 9일 이후에 빠르게 약화되어 이날 밤 저기압 위험 권고령이 해제되었으며 베를린 자유 대학은 11월 10일 발간한 일기도에서 롤프의 이름을 빼버리고 롤프가 소멸했다고 발표했다. 롤프의 최심층 따뜻한 중심부는 지중해에서 기록한 타 열대 저기압과 비교하면 더 오래 살아남았다.
최전성기 당시 폭풍의 최대지속풍속은 45 kn (83 km/h; 45 kn), 최저기압은 991 mbar (29.3 inHg)로 기록되었다. 11월 1일부터 9일까지 9일간 폭풍 퀸과 롤프는 서남부 유럽 전역에 폭우를 쏟았는데 이 중 대부분이 롤프가 부은 강수량이었으며 프랑스 남부에서는 최대 605 mm의 강수량이 기록되었다. 이 폭풍으로 이탈리아와 프랑스는 2011년 달러 기준 약 12억 5천만 달러의 재산 피해를 입었다. 또한 프랑스와 이탈리아에서 발생한 총 사망자는 12명이다.

### 켄드레사 (2014년 11월 7-9일)

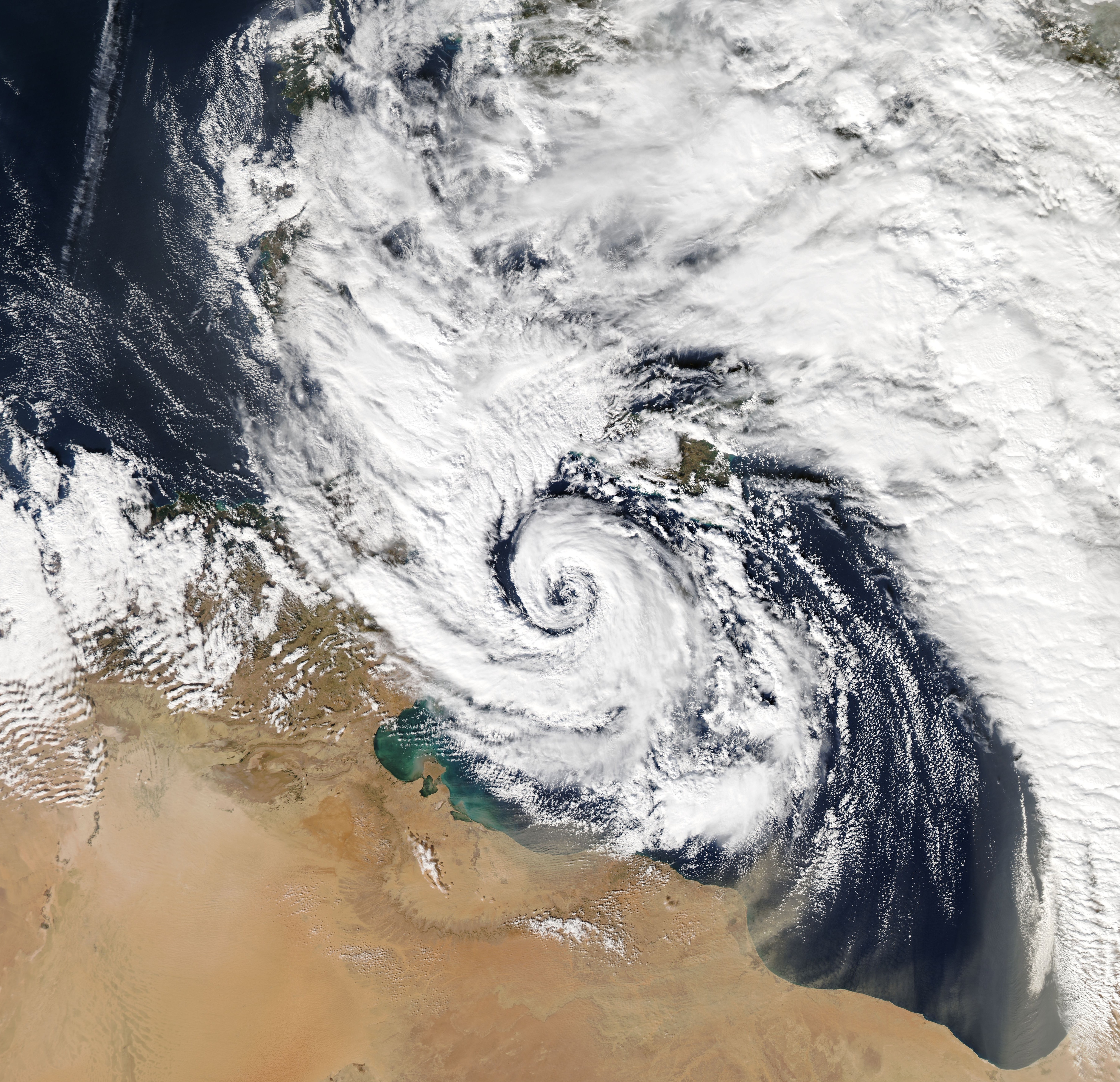
11월 7일, 몰타에 접근하는 사이클론 켄드레사의 모습.

2014년 11월 6일, 케르켄나흐 제도 인근 해역에서 약한 수준의 순환저기압이 형성되었다. 11월 7일에는 튀니지에서 형성된 상층저기압과 결합해 북북동쪽으로 이동하던 저기압은 유리한 대기조건으로 빠르게 폐색되어 눈과 같은 대기구조가 형성되었다. 켄드레사는 전선이 사라졌을 때 몰타를 직접적으로 강타했으며 당시 10분지속풍속은 110.9 km/h (68.9 mph; 59.9 kn), 최대순간풍속은  153.7 km/h (95.5 mph; 83.0 kn)로 측정되었다. 최저중심기압은 978 hPa (28.9 inHg)로 측정되었다. 시칠리아섬 상공에서 대기와의 상호작용으로 동북쪽으로 방향을 튼 사이클론은 시계 반대 방향으로 한 바퀴 돌았다. 이후 11월 8일 오전에는 시라쿠사도 상공에서 세력이 매우 약화되었다. 이후 동남쪽으로, 다시 동쪽으로 방향을 튼 사이클론은 크레타섬 상공까지 이동한 후 11월 11일 크레타섬에서 완전히 소멸되었다.

### 90M/"트리시" (2016년 10월 28-31일)

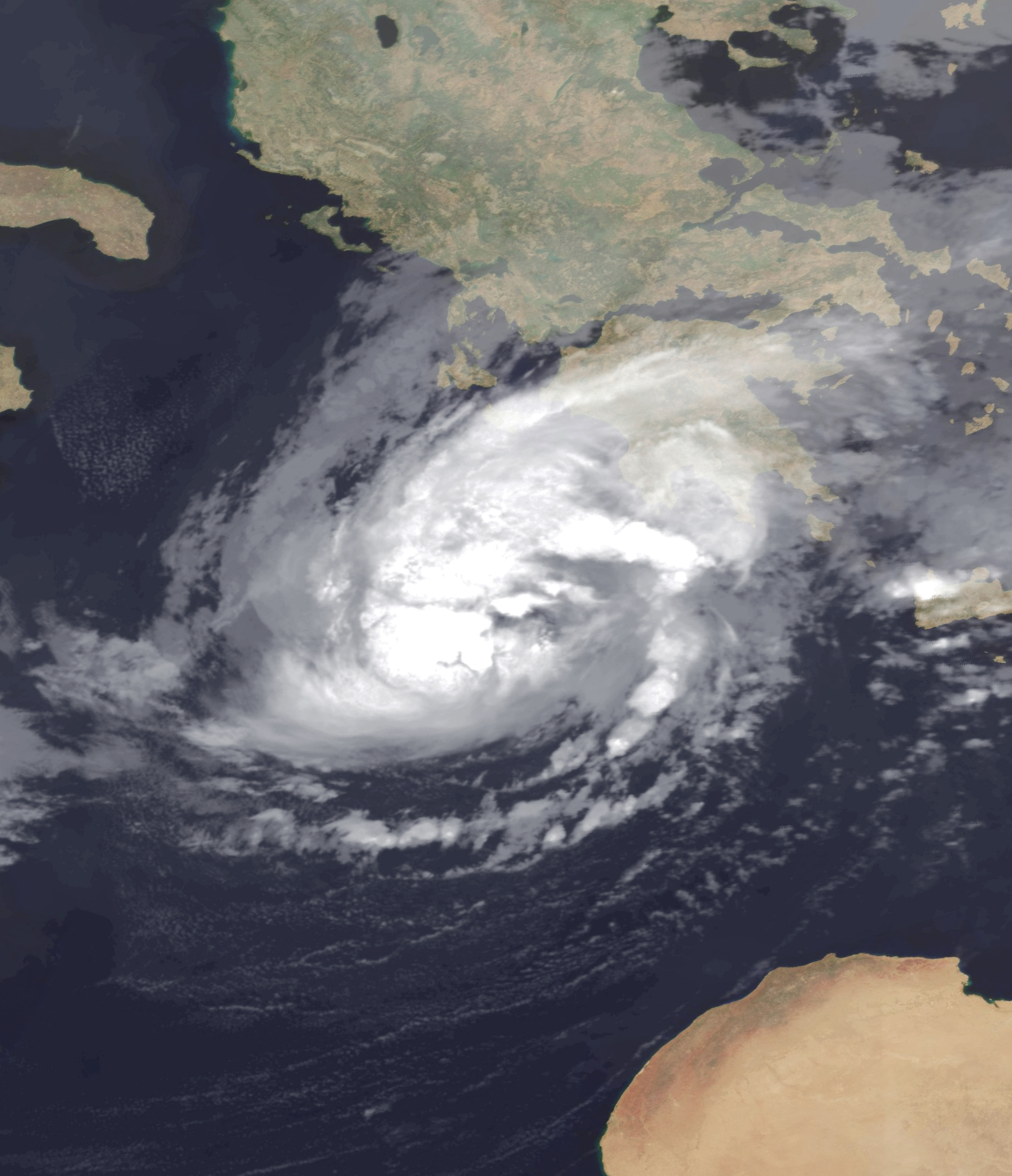
2016년 10월 31일, 그리스에 상륙하기 직전의 90M의 모습.

2016년 10월 28일 새벽, 이오니아해 칼라브리아주 남쪽 해상에서 56 km/h (35 mph) 가량의 바람이 부는 온대저기압이 형성되었다. 이 저기압은 빠르게 강화되어 서쪽으로 천천히 이동하며 풍속 80 km/h (50 mph)의 세력으로 몰타의 발레타에서 높은 파도로 자동차들이 경미한 피해를 입었다. 다음날에는 다시 약해지며 동쪽으로 이동하기 시작했다. 하지만 이날 저녁에 다시 세력이 강해져 열대성 저기압으로 전환되었다. 10월 30일 UTC 12시에는 10분지속풍속이 56 kn (104 km/h; 64 mph; 56 kn)를 기록했다. 10월 31일에는 열대폭풍이 되었다. 크레타섬을 통과한 폭풍은 빠르게 약화되어 11월 1일에 온대저기압으로 변질되었다. 열대폭풍 90M은 존재기간 유럽의 일부 언론에서 '트리시'라는 별명이 붙여지기도 했다.

### 누마 (2017년 11월 16-19일)

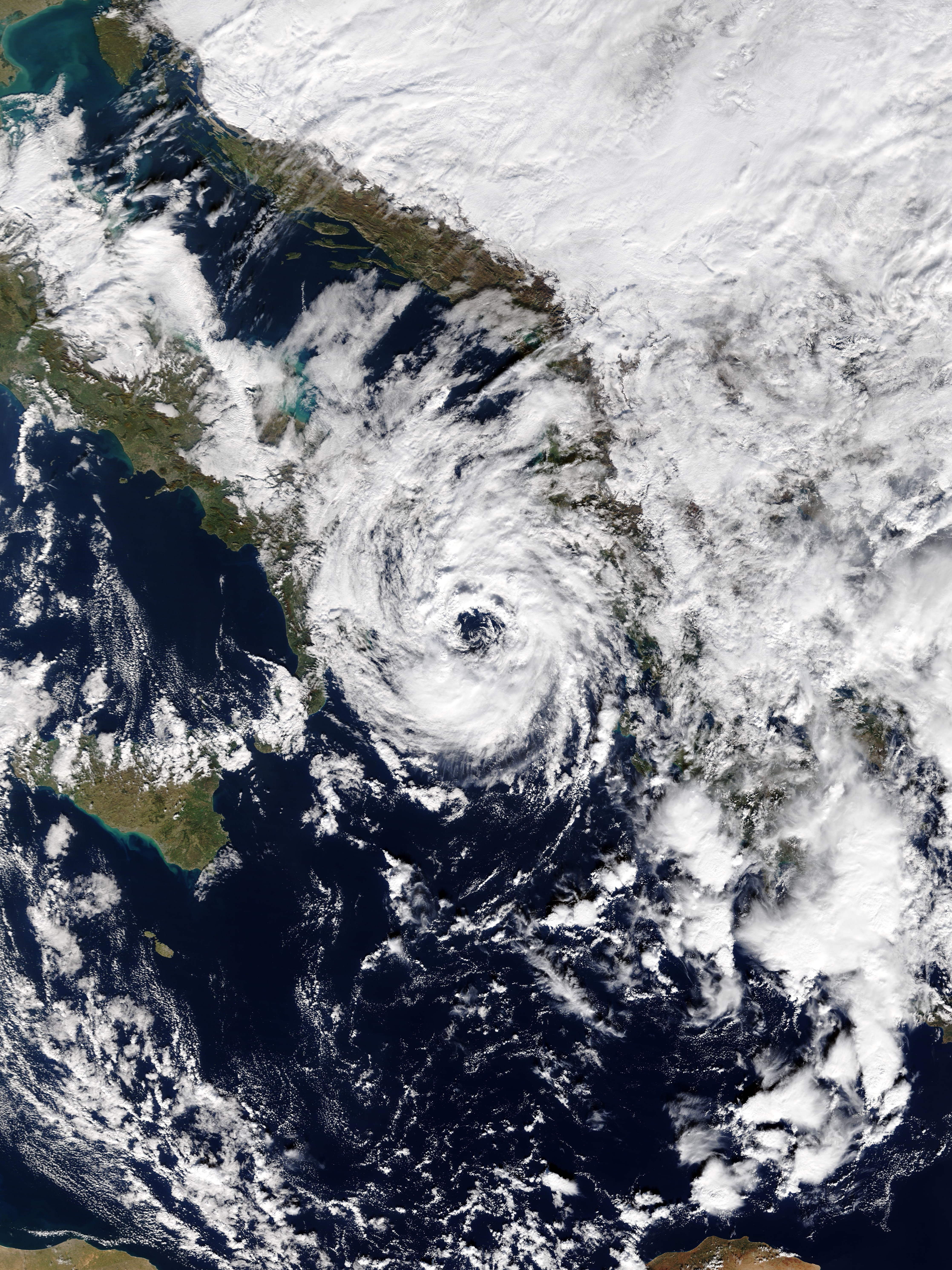
2017년 11월 18일의 사이클론 누마 위성사진.

2017년 11월 11일, 대서양에서 형성되었던 열대폭풍 리나의 잔존저기압이 영국 브리튼 제도 서쪽에 새로운 온대저기압을 형성하는 데 영향을 주었고, 이 저기압은 다음 날 리나 저기압을 흡수했다. 11월 12일, 베를린 자유 대학교는 새로운 폭풍의 이름을 '누마'로 붙였다. 11월 14일에는 온대저기압 누마가 아드리아해로 진입했다. 다음 날 이탈리아를 가로지르던 누마는 아열대성으로 변하기 시작했지만 11월 16일까지 온대저기압의 성질을 가지고 있었다. 11월 16일에는 강한 폭풍으로 그리스에 피해를 주기 시작했다. 일부 컴퓨터 모델은 누마가 향후 수 일 이내에 아열대 혹은 열대 사이클론으로 변할 수 있다고 전망했다. 11월 17일에는 누마가 전선대를 완전히 상실했다. 같은 날 오후에는 프랑스 기상국이 누마가 지중해 폭풍성 저기압에 도달했다는 트윗을 작성했다. 이후 수 시간 동안 누마의 세력이 강해져 11월 18일에는 강력한 지중해 폭풍으로 성장했다. ESTOFEX에 따르면 위성 데이터 기준 누마는 10분지속풍속이 45 노트 (83 km/h; 52 mph; 45 kn) 이상이었다. 11월 17일 UTC 18시부터 11월 18일 UTC 5시까지 누마는 명백하게 열대성 저기압의 특징을 보였고 허리케인과 유사한 구름 구조를 가지기 시작했다. ESTOFEX에서는 다시 45 kn (83 km/h; 52 mph; 45 kn) 이상의 풍속을 관측했다고 보고했다. 같은 날 늦게 누마는 그리스에 상륙해 케팔로니아섬에서 최대풍속 60 kn (110 km/h; 69 mph; 60 kn), 최저해면기압 998 hPa (29.5 inHg)을 관측했다. 사이클론은 11월 19일 에게해로 넘어가기도 전에 저기압대로 급격히 약화되었다. 11월 20일에는 북쪽에서 접근하는 또 다른 온대폭풍에 누마가 흡수되어 사라졌다.
누마가 닥치기 이전에 그리스에 한번 폭우가 내려 지반이 이미 심하게 젖어 있던 상태에서 폭풍 누마가 상륙했다. 그리스 상륙 지점에서는 11월 16일부터 48시간 최대 강수량이 약 400 mm로 예측되었다. 누마가 그리스를 강타하고 있던 상태에서 다음날 강수량의 예측이나 제대로 된 측정값은 알려지지 않았다. 사이클론 누마로 총 21명이 사망했다. 가옥 최소 1,500채가 홍수로 침수되었고, 주민들은 집에서 대피해야 했다. 폭풍으로 유럽에서 총 1억 달러 이상의 피해를 입었으며, 1977년 이후 그리스에서 기록된 가장 사망자가 많은 기상현상으로 기록되었다.

### 조르바스 (2018년 9월 27일-10월 1일)

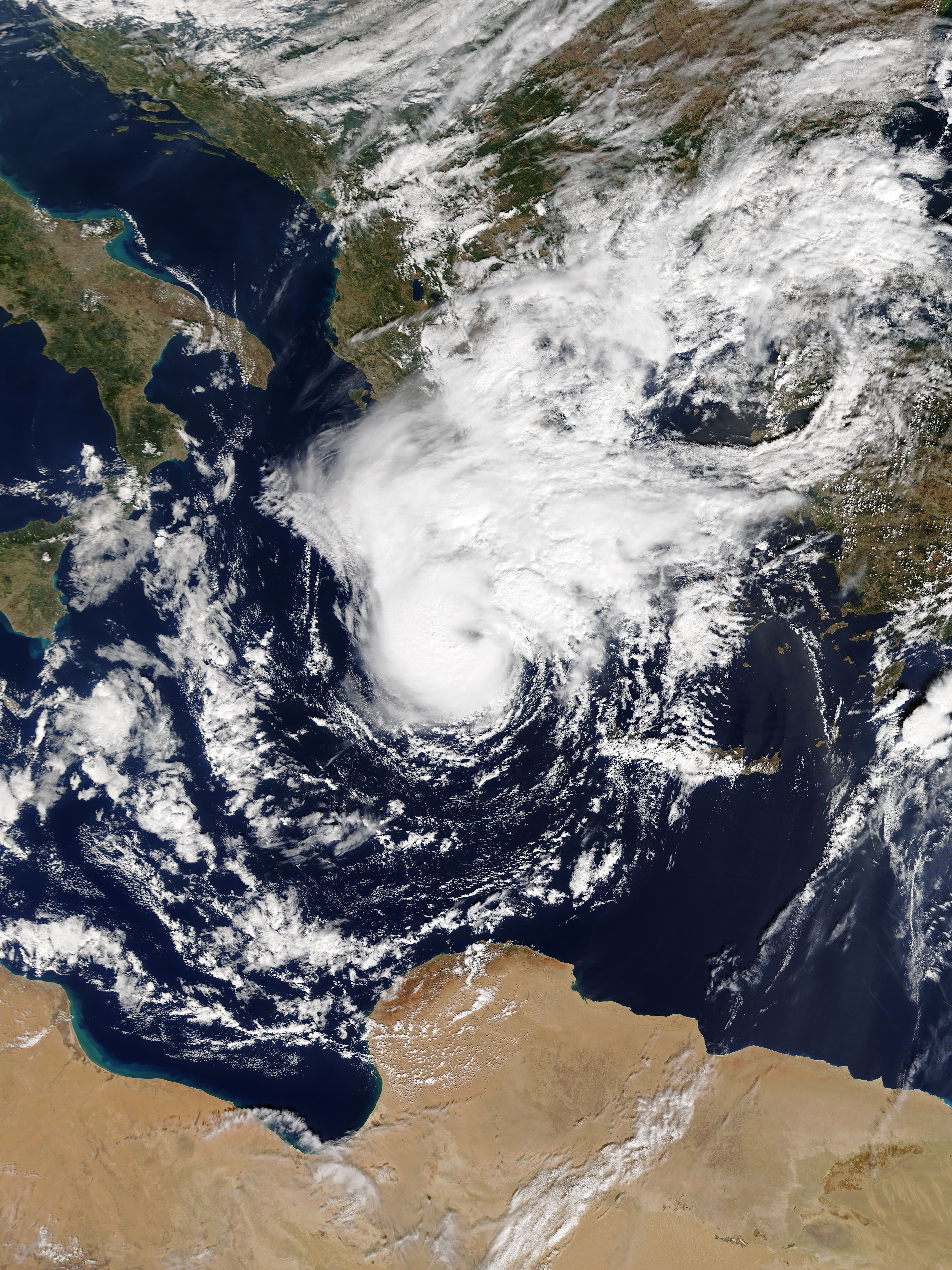
2018년 9월 29일 사이클론 조르바스의 위성 사진.

2018년 9월 25일 ESTOFEX가 지중해에서 약한 온난 사이클론의 발생 전망을 발표했고, 9월 26일에는 두 번째로 확장전망을 발표했다. 9월 27일, 지중해 동부에서 온대폭풍이 형성되었다. 당시 수온은 약 27 °C에 달해 온대저기압은 점차 중심부가 따뜻한 복합 아열대성 저기압으로 발달했다. 폭풍은 그리스를 향해 동북쪽으로 이동하면서 점사 열대 저기압의 특징이 강력해지며 발달했다. 9월 29일에는 폭풍이 칼라마타 서쪽 펠로폰네소스반도에서 최전성기 세력으로 상륙했고 당시 중심최저기압은 989.3 mbar (29.21 inHg)로 측정되었다. ESTOFEX는 조르바스를 "지중해 사이클론 2018M02"라고 명명했으며 칼라마타에 상륙 당시 기압을 989 mbar (29.2 inHg)로 보았는데 사이클론의 최저중심기압을 987 mbar (29.1 inHg)로 추정했으며 1분지속풍속은 120 km/h (75 mph; 65 kn)로 측정되어 드보락법에서 T4.0으로 판정, 사이클론의 최소 기준치인 1등급 허리케인급 세력으로 측정되었다.
누가 사이클론의 이름을 조르바스라고 명명했는지는 알려지지 않았으나, 공식적으로 독일 기상국에서는 조르바스를 메디케인이라고 인정했다. 10월 1일 새벽에는 조르바스가 에게해로 넘어가 동북쪽으로 방향을 틀었다. 10월 2일에는 조르바스가 튀르키예 서북부 상공으로 이동하며 소멸했다. 지중해에서 한파가 관측되었으며 조르바스가 지나간 경로를 따라 지중해의 수온이 대략 3–4 °C 정도 낮아졌다.
폭풍 형성 단계에서 조르바스는 튀니지와 리비아에 돌발 홍수를 일으켰고 200 mm에 가까운 강우량을 기록했다. 홍수로 튀니지에서 5명이 사망했고 주택, 도로와 들판이 피해를 입었다. 튀니지 정부는 가옥 피해를 입은 주민에게 재정 지원을 약속했다. 폭풍이 그리스에 상륙하기 직전 그리스 기상청은 긴급하게 경고했다. 여러 항공편의 운항이 취소되었고 학교가 휴교했다. 스트로파데스섬과 로도스섬 연안에서는 폭풍이 통과할 당시 강풍이 불었다. 부차라스의 사설기상관측소에서는 최대풍속 65 mph (105 km/h; 65 mph; 56 kn)의 돌풍을 측정했다. 폭풍으로 육지로 물이 몰리며 해일이 발생하기도 했다. 아테네에서는 강풍으로 나무와 전선이 부러지기도 했다. 아테네 서부에서는 강풍으로 나무가 쓰러져 한 학교의 지붕이 파괴되었다. 홍수로 수십 개의 도로가 폐쇄되었다. 이오아니나에서는 폭풍으로 1614년에 지어진 아슬란파샤 모스크의 미나레트 꼭대기가 붕괴되는 피해를 입었다. 9월 29일부터 30일까지 조르바스는 그리스와 튀르키예 서부 일부 지역에서 곳곳에 돌발 홍수를 일으켰으며, 그리스에서는 최대 200 mm가 넘는 강우를 관측했고 곳곳에서 해상 용오름도 관측되었다. 돌발 홍수로 그리스에서 3명이 실종되었는데 이 중 1명은 사망한 상태로 발견되었으나 나머지 2명은 발견하지 못하고 실종 상태로 남았다. 조르바스로 2018년 달러 기준 수백만 달러의 재산 피해가 발생했다.

### 이아노스 (2020년 9월 14-20일)

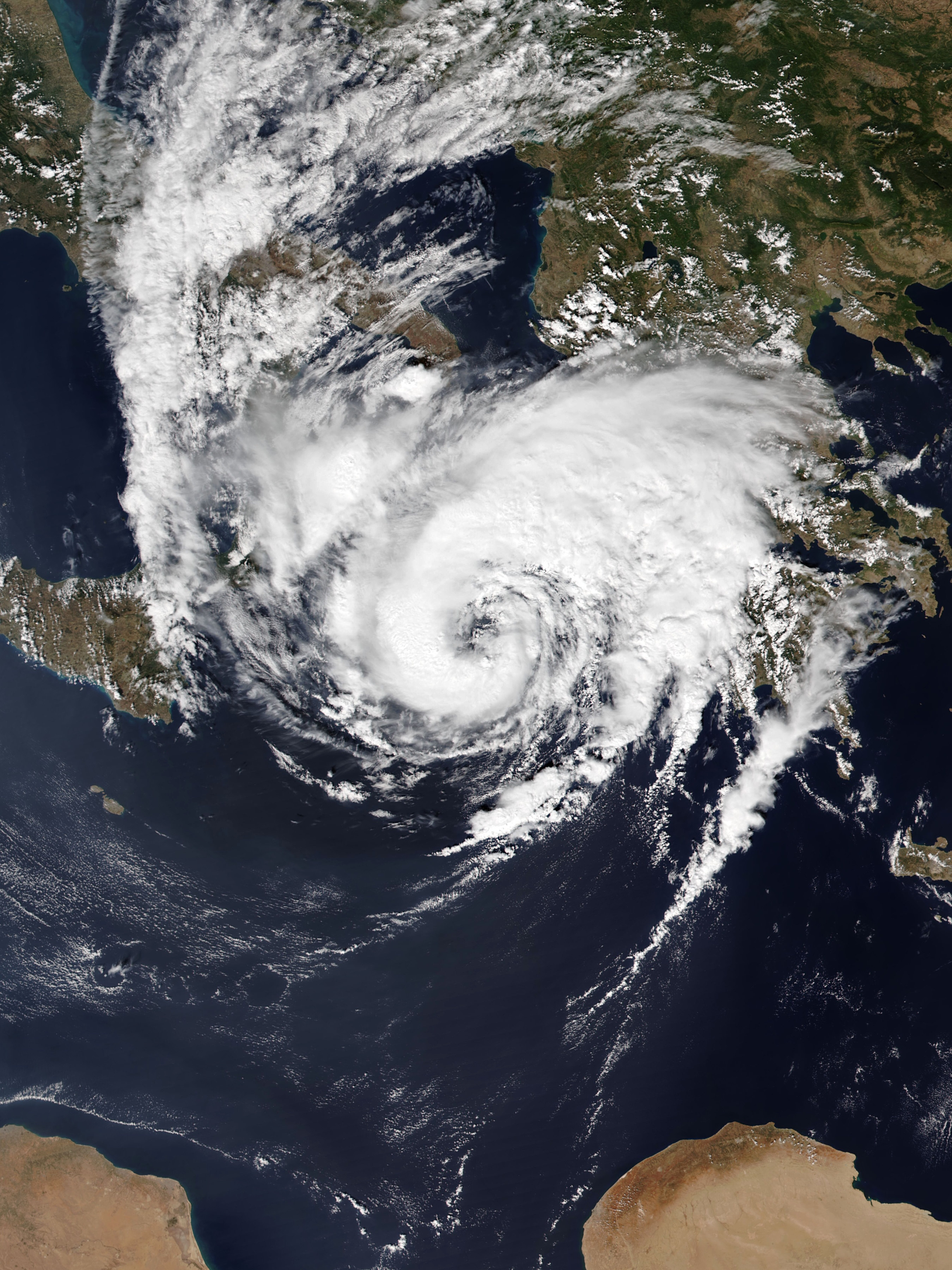
2020년 9월 17일의 사이클론 이아노스의 위성 사진.

2020년 9월 14일, 시드라만 상공에 저기압이 형성되어 수 시간동안 급격하게 강화되며 대략 풍속 50 km/h (31 mph; 27 kn)의 세력으로 천천히 서북쪽으로 이동했다. 9월 15일에는 풍속 65 km/h (40 mph; 35 kn), 최저기압 1010 hPa 세력으로 강해졌으며 일기예보상으로 향후 수일간 더 강화될 것으로 예측되었다. 사이클론이 지나가는 해수면의 온도가 27-28 °C로 높아 열대 저기압이 될 확률도 높았다. 기상 모델에 따르면 9월 17일에서 18일 사이에 그리스에 상륙할 것으로 예측되었다. 이아노스는 지중해 상공에서 점차 강해지면서 눈 구조를 점차 띄기 시작했다. 9월 18일 UTC 3시 경 최전성기 세력으로 그리스에 상륙했으며, 상륙 당시 최대풍속 160 km/h (99 mph; 86 kn), 최저해면기압은 984.3 hPa (29.07 inHg)로 사피어-심프슨 허리케인 등급 기준 2등급 허리케인의 세력이었다.
그리스는 이 저기압의 이름을 '이아노스'(Ιανός)라고 붙였고, 혹은 가끔 '야누스'(Janus)라는 이름을 사용했으며 독일 기상국은 '우디네'(Udine)라는 이름을 사용했다. 튀르키예에서는 '툴파르'(Tulpar), 이탈리아에서는 '카실다'(Cassilda)라는 이름을 사용했다. 이아노스는 9월 16일 이탈리아 남부를 통과하면서 이탈리아 본토 남부와 시칠리아섬에 강한 폭우가 내렸다. 레조칼라브리아에서는 35 mm의 강수량이 관측되었으며 이는 도시의 정상적인 월평균 강수량을 상회하는 수치이다.
사이클론 이아노스로 4명이 사망하고 1명이 실종되었으며 이오니아 제도의 케팔로니아섬, 자킨토스, 이타카섬, 레프카다에서 높은 조수를 관측했고 그리스 카르디차에서는 120 km/h (75 mph; 65 kn)에 달하는 돌풍으로 나무와 전신주가 쓰러지고 산사태가 발생했다.

### 아폴로 (2021년 10월 22일-11월 2일)

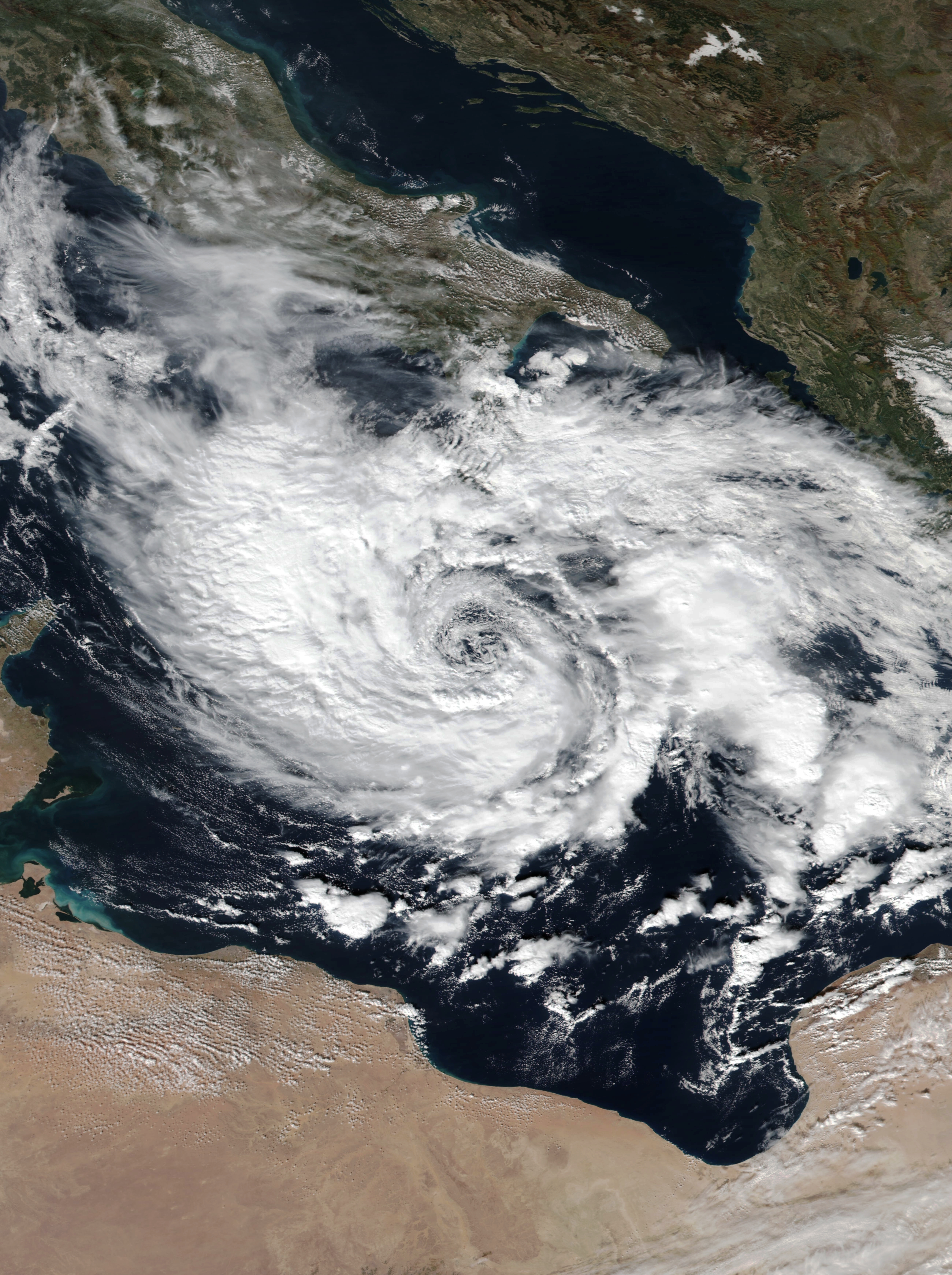
2021년 10월 29일 시점의 사이클론 아폴로의 위성 사진.

2021년 10월 22일경, 발레아레스 제도 인근 해역에서 조직화된 뇌우대가 형성되었고 이 대기요란이 점차 강해져 10월 24일에는 저기압대로 변화했다. 저기압은 다음 날 하층중심대를 형성하기 시작해 티레니아해 인근을 움직였고, 10월 28일이 되면 저기압이 매우 조직화되어 유럽의 기상 기관에서 저기압에 이름을 붙이기 시작했다.
이 사이클론에 가장 많이 불린 이름은 베를린 자유 대학이 붙인 저기압 '아폴로'(Apollo)이다. 같은 날 그리스 아테네 국립천문대에서는 같은 이름의 항해사 이름을 따서 '네아르코스'라는 이름을 붙였다.
사이클론과 그 전조저기압으로 튀니지, 알제리, 이탈리아 남부, 몰타에서 폭우와 홍수가 발생해 총 7명이 사망했다. 폭풍으로 약 2억 4,500만 달러가 넘는 재산 피해가 발생했다.

### 블라스 (2021년 11월 5-18일)

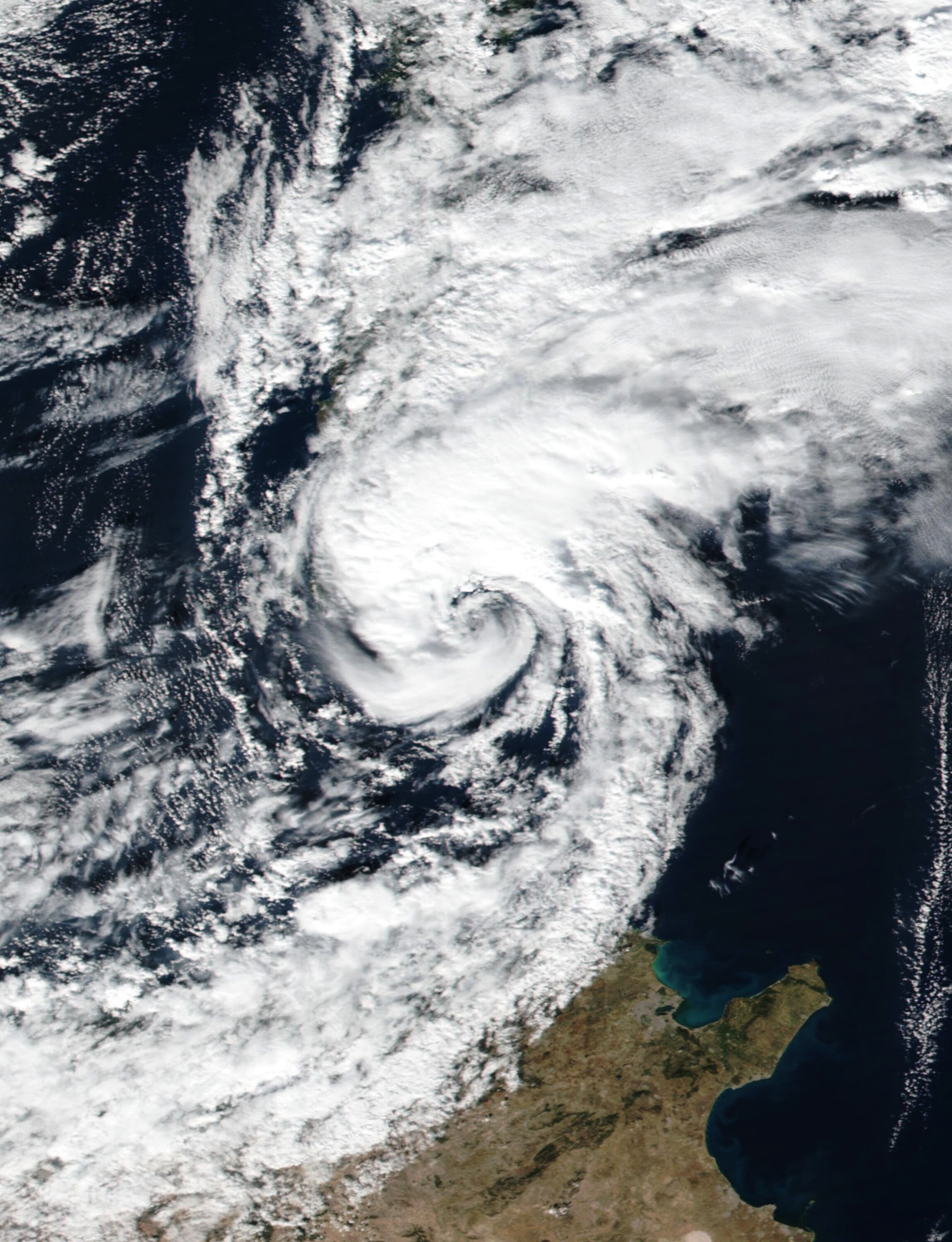
2021년 11월 14일, 폭풍 블라스의 위성 사진.

11월 5일, 스페인 국립기상청(AEMET)은 발레아레스 제도 인근의 저기압을 추적하고 그 이름을 '블라스'(Blas)라고 붙었다. 저기압으로 발레아레스 제도 전역에 호우와 연안 폭풍해일 연안이 있을 수 있다며 황색경보를 발령했다. 카탈루냐 북부 지역에서도 나바라주와 아라곤주 내륙에서 불어온 강한 바람의 영향으로 황색경보가 발령되었다. 프랑스 기상국은 오드와 피레네조리앙탈주에 강풍 황색경보를, 코르시카에 호우 황색경보를 발령했다. 저기압이 11월 8일 사르데냐섬과 발레아레스 제도 사이 해역에 정체되면서 AEMET는 향후 이틀간 세력 강화 추세를 예측하고 경보를 유지했다. 11월 11일 UTC 자정 저기압은 다시 발레아레스 제도에 가까워지기 시작했다. 11월 13일에는 저기압이 열대 저기압과 유사한 나선형 구조를 띄기 시작했으며 전선 구조가 붕괴되기 시작했다. 섬을 다시 강타한 후 폭풍은 동남쪽으로 다시 가면서 천천히 약화되었다. 11월 14일 사이클론은 다시 북쪽으로 방향을 틀어 사르데냐와 코르시카섬을 지나 11월 15일에는 다시 서남쪽으로 방향을 틀어 사르데냐에 재상륙하면서 다시 세력이 강화되었다. 11월 16일에는 블라스가 다시 한 번 동쪽으로 방향을 틀어 사르데냐섬 바로 남쪽을 지나 이탈리아 본토를 향해 이동했고 11월 18일 티레니아해 해상에서 소멸했다.
11월 6일 에스메르카달에서 순간풍속 75 km/h (47 mph; 40 kn)이, 발레아레스 제도 캅데페라 등대에서 95 km/h (59 mph; 51 kn)를 관측했으며 해안선에는 최대 8 m 높이의 폭풍해일이 덮쳤다. 메노르카섬에서는 마온과 시우타데야데메노르카 항구가 페쇄되어 교통이 완전히 단절되었다. 11월 9일에서 10일 사이에는 폭풍이 발레아레스 제도에 다시 폭우를 쏟아내 36건의 사고와 산사태, 정전 사태가 일어났다. 한 요트 승무원은 돛대가 부러져 배가 표류해서 소예르 서쪽 80 km 떨어진 해역까지 표류했다가 구조되었다. 11월 6일에는 스페인의 모로코 지역 해안도시인 멜리야에서 해상 용오름 현상이 관측되었다. 프랑스에서는 베아곶에서 최대풍속 140 km/h (87 mph; 76 kn)의 돌풍을, 뢰카트에서 111 km/h (69 mph; 60 kn)의 풍속을, 레지나코볘르에서 최대풍속 100 km/h (62 mph; 54 kn)의 돌풍을 관측했다. 폭풍은 알제리 해안에도 뇌우를 일으키고 평년보다 높은 폭우를 쏟아부었다. 11월 9일에는 알제에서 폭우로 건물이 붕괴되어 3명이 사망했다. 11월 11일에는 알제에서 내린 폭우로 산사태가 발생해 라이스하미두의 주택이 붕괴, 3명이 사망했다. 11월 8일부터 11일까지 폭풍으로 시칠리아섬에서 3명이 사망했고 폭풍의 총 사망자수는 9명이다.

### 다니엘 (2023년 9월 4-12일)

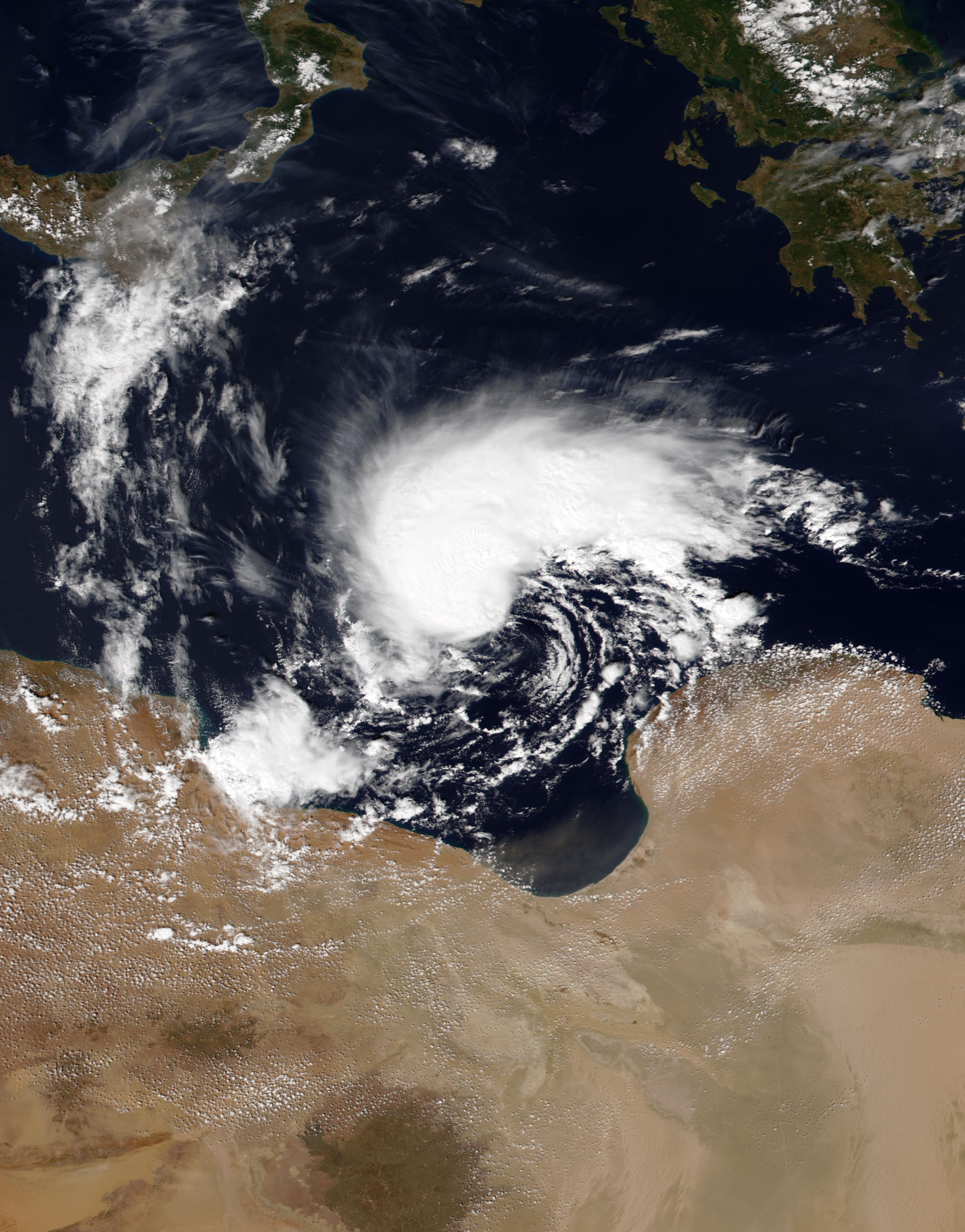
2023년 9월 9일, 리비아 상륙 직전의 폭풍 다니엘의 위성 사진.

폭풍 다니엘(Daniel)은 9월 4일 그리스 국립기상청이 명명해 그리스, 특히 테살리아주 지역에 폭우와 강풍을 몰고 왔다. 9월 5일에는 볼로스 시가지가 광범위하게 침수되었다. 자고라에서는 24시간 강수량 754 mm를 기록하여 그리스 역사상 최대 강수량 기록을 경신했다. 최종 총 강수량은 1,096 mm로 측정되었다. 9월 10일 기준 그리스에서 16명이 사망했고, 튀르키예에서도 7명이 사망했으며 불가리아에서 총 4명이 사망했다. 테살리아 평원, 팔라마스, 카르디차, 라리사에서 광범위한 홍수가 발생해 민간인 수백명이 구조되었다. 그리스에서 홍수로 침수된 지역의 면적은 720 km²에 달했다. 할키디키반도에서는 이에리소스와 같은 여러 해안 마을이 강풍으로 피해를 입었다. 할키디키반도의 토로니에서는 카누를 타던 한 여성이 강풍에 휩쓸렸다 나중에 발견되었다. 단절저기압으로 갑작스런 폭우가 발생해 곳곳에 순간 홍수가 발생했다. 9월 9일부터는 온대저기압으로 변질될 조짐을 보였다. 이날 늦게 리비아 벵가지 인근에서 상륙 직전 다니엘이 45노트의 지속풍속을 유지하며 따뜻한 중심부가 형성되었다. 리비아에 상륙한 다니엘이 폭우를 내려 마르지에서는 홍수가 발생했고 데르나에서는 댐 2개가 붕괴되었으며, 자발알아크다르주, 수사, 미스라타에서도 홍수 피해가 발생했다. 홍수와 폭우로 리비아에서 최소 4,034명이 사망했는데 이는 지중해 폭풍 중 사망자가 가장 많은 기록이며 리비아는 국가비상사태를 선포했다.

### 기타 지중해 폭풍

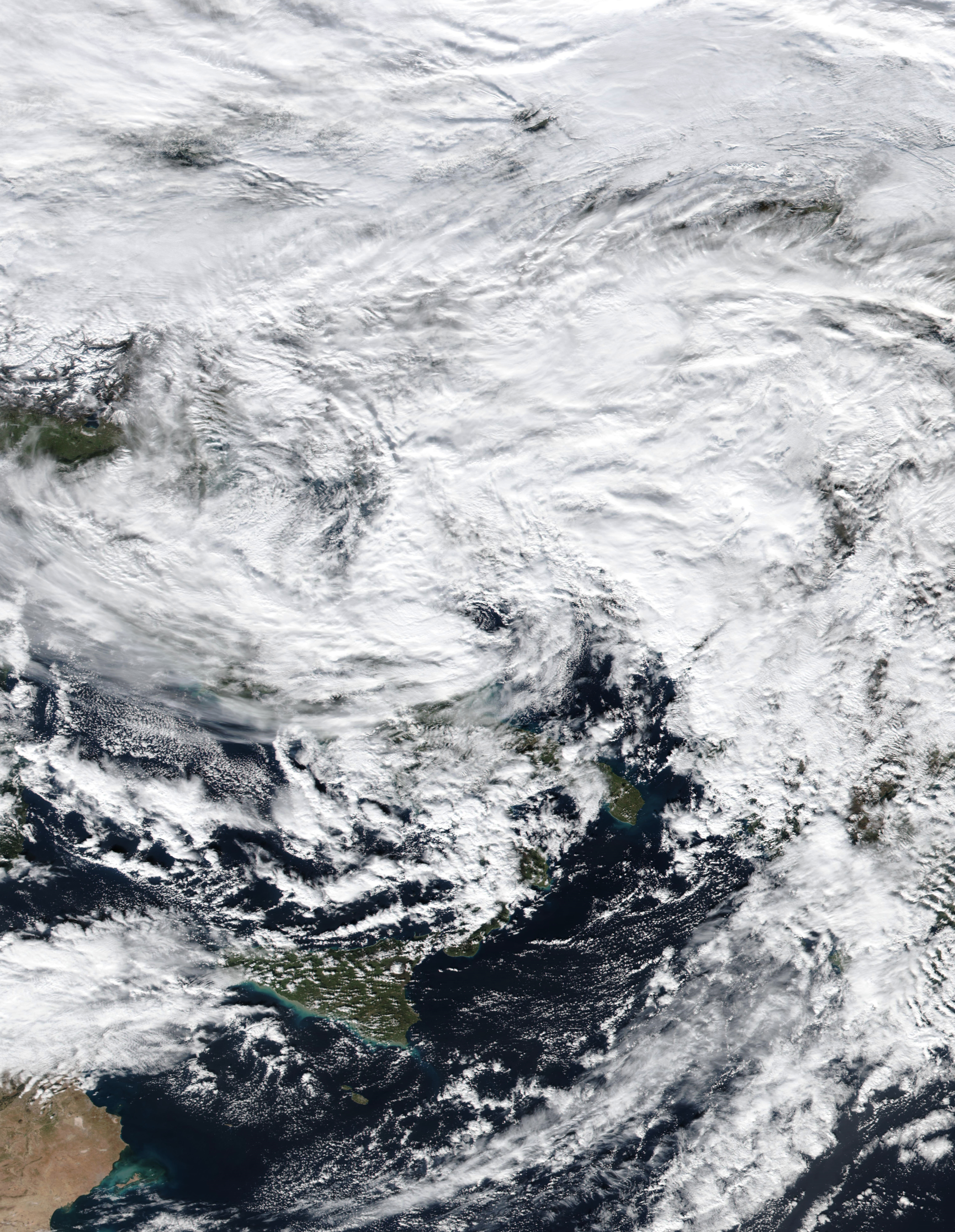
2023년 1월 21일 관측한 지중해 폭풍인 하넬로레의 모습.

그 외에도 수많은 지중해 폭풍이 발생했지만 1969년, 1982년, 1983년, 1995년, 1996년, 2006년, 2011년, 2014년, 2017년, 2018년, 2020년, 2021년, 2023년에 발생한 지중해 폭풍만큼 기록이 잘 남은 저기압은 거의 없다. 그다지 많이 조사되지 않은 지중해 폭풍과 그 발생 시기는 아래와 같다.
2000년도의 최초 연구에서 주목할 만하고 잘 발달된 지중해 폭풍 5개가 처음으로 드러났다. 2013년의 두 번째 연구에서 그 사이 있었던 추가 지중해 폭풍의 형성일과 그 저기압에 대한 추가정보가 드러났다. 2007년에 수행된 세 번째 연구에서는 형성일이 알려진 추가 지중해 폭풍을 찾아냈다. 2013년의 4번째 연구에서 기타 밝혀지지 않았던 사이클론과 그 발생일을 공개했다. EUMETSAT의 조사 결과 더 많은 사이클론이 있었음이 드러났고, 그 형성일은 아래와 같다.
- 1947년 9월[175]
- 1973년 9월[175]
- 1976년 8월 18-20일[175]
- 1983년 3월 26일[50]
- 1984년 4월 7일[173]
- 1984년 9월 29-30일[50]
- 1985년 12월 14-18일[173]
- 1991년 1월,[175] 12월 5일[173]
- 1994년 10월 21-25일[175]
- 1996년 12월 10-13일[173]
- 1997년 9월 22-27일,[175] 10월 30-31일, 12월 5-8일[50]
- 1998년 1월 25-27일[173]
- 1999년 3월 19-21일,[173] 9월 13일[46]
- 2000년 9월 10일, 10월 9일[46]
- 2003년 5월 27-28일,[173] 9월 16-19일, 9월 27-28일,[175] 10월 8일[174]
- 2004년 9월 19-21일, 11월 3-5일[46]
- 2005년 8월, 9월 15-16일, 10월 22-23일,[175] 10월 26-28일, 12월 14-16일[174]
- 2006년 8월 9일[175]
- 2007년 3월 19-23일,[175] 10월 16-18일, 10월 26일[46]
- 2008년 6월, 8월, 9월,[175] 12월 4일[46]
- 2009년 1월, 3월 9월 2차례, 10월[175]
- 2010년 10월 12-14일, 11월 2-4일[175]
- 2012년 2월 2차례,[175] 4월 13-15일[46]
- 2019년 10월 '스콧'[176][177]
- 2019년 11월 '트루디'('데틀레프')[178]
- 2020년 11월 '마니사'[179][180]
- 2020년 12월 03M/"엘라이나"[181][182][183]
- 2023년 1월 "하넬로레"[184]

## 폭풍 통계
아테네 대학교 기후학 및 대기환경연구소와 METEOSAT의 데이터베이스에 따르면 1947년부터 2021년까지 총 100개의 지중해 폭풍이 형성되었다. 지중해 폭풍의 발생 보고 및 확인이 꾸준히 늘어나면서 2021년 11월 15일 기준 확실하게 확인된 지중해 폭풍의 갯수가 최소 89개로 늘어났다. 북반구에서 활동하는 대부분의 열대 저기압과는 달리 지중해 폭풍은 9월에서 1월 사이에 그 활동이 최고조에 달한다.
| \| 월 \| 기록된 지중해 폭풍 갯수 \| \| ----- \| ----------------------- \| \| 1월 \| 10 \| \| 2월 \| 5 \| \| 3월 \| 5 \| \| 4월 \| 2 \| \| 5월 \| 2 \| \| 6월 \| 1 \| \| 7월 \| 1 \| \| 8월 \| 5 \| \| 9월 \| 19 \| \| 10월 \| 18 \| \| 11월 \| 10 \| \| 12월 \| 13 \| \| 총 합 \| 89 \| |                         |
| 월 | 기록된 지중해 폭풍 갯수 |
| 1월 | 10                      |
| 2월 | 5                       |
| 3월 | 5                       |
| 4월 | 2                       |
| 5월 | 2                       |
| 6월 | 1                       |
| 7월 | 1                       |
| 8월 | 5                       |
| 9월 | 19                      |
| 10월 | 18                      |
| 11월 | 10                      |
| 12월 | 13                      |
| 총 합 | 89                      |

아래는 세기 별로 정리한 지중해 폭풍의 갯수인데, 특히 1980년대 이전의 경우 아래의 갯수가 확인된 모든 메디케인을 포함한 것은 아니다. 위성 기반 관측 기술이 발전되면서 1980년대 이후에서야 명확하게 확인된 메디케인의 갯수가 늘어나기 시작했다. 관측한 메디케인의 빈도에 기후 변화의 영향이 있을 순 있으나, 데이터가 부족해 이를 확신할 순 없다.
| \| 세기 \| 기록된 지중해 폭풍 갯수 \| \| -------- \| ----------------------- \| \| 1940년대 \| 2 \| \| 1950년대 \| 0 \| \| 1960년대 \| 1 \| \| 1970년대 \| 2 \| \| 1980년대 \| 7 \| \| 1990년대 \| 15 \| \| 2000년대 \| 27 \| \| 2010년대 \| 20 \| \| 2020년대 \| 8 \| |                         |
| 세기 | 기록된 지중해 폭풍 갯수 |
| 1940년대 | 2                       |
| 1950년대 | 0                       |
| 1960년대 | 1                       |
| 1970년대 | 2                       |
| 1980년대 | 7                       |
| 1990년대 | 15                      |
| 2000년대 | 27                      |
| 2010년대 | 20                      |
| 2020년대 | 8                       |

## 사망자수 순 지중해 폭풍
아래 목록은 사망자수 순으로 정렬한, 사망자가 발생한 지중해 폭풍의 목록이다.
| 이름          | 년도 | 사망자수           |
| ------------- | ---- | ------------------ |
| 다니엘        | 2023 | 3,986명 이상       |
| "1969년 폭풍" | 1969 | 600명 이상         |
| 누마          | 2017 | 22명               |
| 클레오파트라  | 2013 | 18명               |
| 롤프          | 2011 | 12명               |
| 블라스        | 2021 | 9명                |
| 아폴로        | 2021 | 7명                |
| 조르바스      | 2018 | 6명 이상(2명 실종) |
| 이아노스      | 2020 | 4명 (1명 실종)     |
| 첸드레사      | 2014 | 3명                |

## 흑해 폭풍

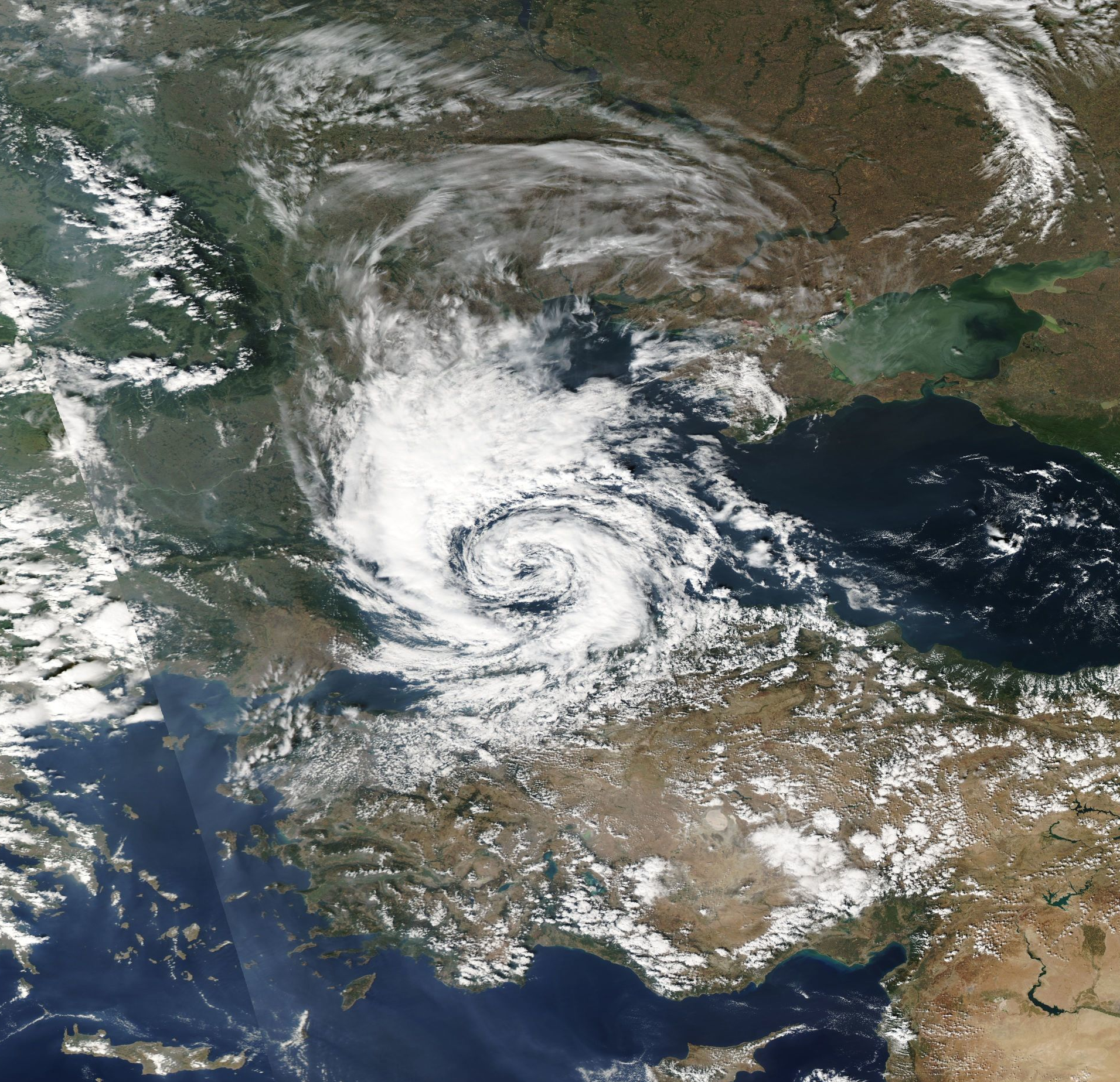
2005년 9월 27일 촬영한 흑해 폭풍의 모습.

여러 차례 흑해에서도 지중해에서 관측한 것과 비슷한 유사 열대 저기압이 형성되었다. 대표적인 예시로는 2002년 3월 21일, 2002년 8월 7-11일, 2005년 9월 25-29일이 있다.

## 같이 보기
- 열대 저기압의 발생
- 유럽의 열대 저기압 목록
- 유럽 겨울폭풍
- 남대서양 열대 저기압
- 1996년 휴런호 아열대폭풍
- 2006년 중앙태평양 사이클론
- 아열대폭풍 케이트
- 열대 저기압 해역

## 참고 문헌
- Anagnostopoulou, C.; Tolika, K.; Flocas, H.; Maheras, P. (January 2006). “Cyclones in the Mediterranean region: present and future climate scenarios derived from a general circulation model (HadAM3P)” (PDF). 《Advances in Geosciences》 7: 9–14. Bibcode:2006AdG.....7....9A. doi:10.5194/adgeo-7-9-2006.
- Bakkensen, L. A. (January 2016). “Estimating the Damages of Mediterranean Hurricanes” (PDF). University of Arizona. 2017년 11월 22일에 확인함.
- Blier, W.; Ma, Q. (1997). 《A Mediterranean Sea hurricane?》. Preprints, 22nd Conference on Hurricanes and Tropical Meteorology. American Meteorological Society. 592–595쪽.
- Cavicchia, L.; von Storch, H. (November 2012). “The simulation of medicanes in a high-resolution regional climate model” (PDF). 《Climate Dynamics》 39 (9–10): 2273–2290. Bibcode:2012ClDy...39.2273C. doi:10.1007/s00382-011-1220-0. S2CID 53128986.
- Cavicchia, L.; von Storch, H.; Gualdi, S. (October 2014). “Mediterranean tropical-like cyclones in present and future climate”. 《Journal of Climate》 27 (19): 7493–7501. Bibcode:2014JCli...27.7493C. doi:10.1175/JCLI-D-14-00339.1. S2CID 54873398.
- Cerrai, D. (January 2015). “Moisture and Potential Vorticity in Medicanes: Theoretical Approach and Case Studies” (PDF). University of Bologna. 2017년 11월 22일에 확인함.
- Claud, C.; Alhammoud, B.; Funatsu, B.M.; Chaboureau, J.-P. (October 2010). “Mediterranean hurricanes: large-scale environment and convective and precipitating areas from satellite microwave observations”. 《Natural Hazards and Earth System Sciences》 10 (10): 2199–2213. Bibcode:2010NHESS..10.2199C. doi:10.5194/nhess-10-2199-2010.
- Conte, D.; Miglietta, M.M.; Levizzani, V. (July 2011). “Analysis of instability indices during the development of a Mediterranean tropical-like cyclone using MSG-SEVIRI products and the LAPS model”. 《Atmospheric Research》 101 (1–2): 264–279. Bibcode:2011AtmRe.101..264C. doi:10.1016/j.atmosres.2011.02.016.
- Dafis, S.; Claud, C.; Kotroni, V.; Lagouvardos, K.; Rysman, J.F. (September 2020). “Insights into the convective evolution of mediterranean tropical‐like cyclones.”. 《Quarterly Journal of the Royal Meteorological Society》 146 (733): 4147–4169. Bibcode:2020QJRMS.146.4147D. doi:10.1002/qj.3896. S2CID 225313989.
- Dafis, S.; Rysman, J.F.; Claud, C.; Flaounas, E. (July 2018). “Remote sensing of deep convection within a tropical‐like cyclone over the Mediterranean Sea”. 《Atmospheric Science Letters》 19 (6): 283–286. Bibcode:2018AtScL..19E.823D. doi:10.1002/asl.823.
- Davolio, S.; Miglietta, M.M.; Moscatello, A.; Pacifico, A.; Buzzi, A.; Rotunno, R. (April 2009). “Numerical forecast and analysis of a tropical-like cyclone in the Ionian Sea”. 《Natural Hazards and Earth System Sciences》 9 (2): 551–562. Bibcode:2009NHESS...9..551D. doi:10.5194/nhess-9-551-2009.
- Emanuel, K. (June 2005). “Genesis and maintenance of 'Mediterranean hurricanes'”. 《Advances in Geosciences》 2: 217–220. Bibcode:2005AdG.....2..217E. doi:10.5194/adgeo-2-217-2005.
- Ernst, J.A.; Matson, M. (November 1983). “A Mediterranean tropical storm?”. 《Weather》 38 (11): 332–337. Bibcode:1983Wthr...38..332E. doi:10.1002/j.1477-8696.1983.tb04818.x.
- Fita, L.; Romero, R.; Luque, A.; Emanuel, K.; Ramis, C. (January 2007). “Analysis of the environments of seven Mediterranean tropical-like storms using an axisymmetric, nonhydrostatic, cloud resolving model”. 《Natural Hazards and Earth System Sciences》 7 (1): 41–56. Bibcode:2007NHESS...7...41F. doi:10.5194/nhess-7-41-2007.
- Fita, L.; Romero, R.; Luque, A.; Emanuel, K.; Ramis, C. (2007). “Tropical-like Mediterranean Storms: an analysis from satellite”. Balearic Islands University. CiteSeerX 10.1.1.489.5889.
- Gaertner, M.A.; Jacob, D.; Gil, V.; Domínguez, M.; Padorno, E.; Sánchez, E.; Castro, M. (July 2007). “Tropical cyclones over the Mediterranean Sea in climate change simulations”. 《Geophysical Research Letters》 34 (14): L14711. Bibcode:2007GeoRL..3414711G. doi:10.1029/2007GL029977.
- Homar, V.; Romero, R.; Stensrud, D.J.; Ramis, C.; Alonso, S. (April 2003). “Numerical diagnosis of a small, quasi-tropical cyclone over the western Mediterranean: Dynamical vs. boundary factors” (PDF). 《Quarterly Journal of the Royal Meteorological Society》 129 (590): 1469–1490. Bibcode:2003QJRMS.129.1469H. doi:10.1256/qj.01.91. hdl:10261/88259. S2CID 37534666.
- Lagouvardos, K.; Kotroni, V.; Nickovic, S.; Kallos, D.; Tremback, C.J. (July 1999). “Observations and model simulations of a winter sub‐synoptic vortex over the central Mediterranean”. 《Meteorological Applications》 6 (4): 371–383. Bibcode:1999MeApp...6..371L. doi:10.1017/S1350482799001309.
- Levizzani, V.; Laviola, S.; Malvaldi, A.; Miglietta, M.M.; Cattani, E. (2012년 10월 20일). “Severe storms over the Mediterranean Sea: A satellite and model analysis” (PDF). Institute of Atmospheric Sciences and Climate. 2017년 12월 4일에 원본 문서 (PDF)에서 보존된 문서. 2017년 12월 3일에 확인함.
- Mazon, J.; Lupo, A. (2017년 5월 20일). “Sensitivity of a Mediterranean Tropical-Like Cyclone to Different Model Configurations and Coupling Strategies”. 《Atmosphere》 8 (12): 92. Bibcode:2017Atmos...8...92R. doi:10.3390/atmos8050092.
- Miglietta, M.M.; Moscatello, A.; Conte, D.; Mannarini, G.; Lacorata, G.; Rotunno, R. (July 2011). “Numerical analysis of a Mediterranean 'hurricane' over south-eastern Italy: Sensitivity experiments to sea surface temperature”. 《Atmospheric Research》 101 (1–2): 412–426. Bibcode:2011AtmRe.101..412M. doi:10.1016/j.atmosres.2011.04.006.
- Miglietta, M.M.; Mastrangelo, D.; Conte, D. (February 2015). “Influence of physics parameterization schemes on the simulation of a tropical-like cyclone in the Mediterranean Sea”. 《Atmospheric Research》 153 (1): 360–375. Bibcode:2015AtmRe.153..360M. doi:10.1016/j.atmosres.2014.09.008.
- Miglietta, M.M.; Laviola, S.; Malvaldi, A.; Conte, D.; Levizzani, V.; Price, C. (May 2013). “Analysis of tropical-like cyclones over the Mediterranean Sea through a combined modeling and satellite approach”. 《Geophysical Research Letters》 40 (10): 2400–2405. Bibcode:2013GeoRL..40.2400M. doi:10.1002/grl.50432.
- Moscatello, A.; Miglietta, M.M.; Rotunno, R. (October 2008). “Observational analysis of a Mediterranean 'hurricane' over southeastern Italy”. 《Weather》 63 (10): 306–311. Bibcode:2008Wthr...63..306M. doi:10.1002/wea.231.
- Moscatello, A.; Miglietta, M.M.; Rotunno, R. (November 2008). “Numerical analysis of a Mediterranean 'hurricane' over southeastern Italy”. 《Monthly Weather Review》 136 (11): 4373–4397. Bibcode:2008MWRv..136.4373M. doi:10.1175/2008MWR2512.1.
- Pantillon, F.-P.; Chaboureau, J-P.; Mascart, P.J. (2013년 6월 3일). “Predictability of a Mediterranean Tropical-Like Storm Downstream of the Extratropical Transition of Hurricane Helene (2006)” (PDF). 《Monthly Weather Review》 141 (6): 1943–1962. Bibcode:2013MWRv..141.1943P. doi:10.1175/MWR-D-12-00164.1.
- Pedro C. Fernández Sanz. “Los medicanes o bajas mesoescalares con apariencia de ciclón tropical en la cuenca mediterránea: algunos casos de 2007” (스페인어). 2010년 5월 31일에 원본 문서에서 보존된 문서. 2010년 6월 3일에 확인함.
- Picornell, M.A.; Campins, J.; Jansà, A. (2014년 5월 7일). “Detection and thermal description of medicanes from numerical simulation” (PDF). Copernicus Publications. 2017년 12월 1일에 확인함.
- Pytharoulis, I.; Craig, G.C.; Ballard, S.P. (June 1999). “Study of the Hurricane-like Mediterranean Cyclone of January 1995”. 《Physics and Chemistry of the Earth》 (Elsevier B.V.) 24 (6): 627–632. Bibcode:1999PCEB...24..627P. doi:10.1016/S1464-1909(99)00056-8.
- Pytharoulis, I.; Craig, G.C.; Ballard, S.P. (September 2000). “The hurricane-like Mediterranean cyclone of January 1995”. 《Meteorological Applications》 7 (3): 261–279. Bibcode:2000MeApp...7..261P. doi:10.1017/S1350482700001511.
- Reale, O.; Atlas, R. (February 1998). “A Tropical-Like Cyclone in the Extratropics” (PDF). ICTP. 2016년 3월 5일에 원본 문서 (PDF)에서 보존된 문서. 2017년 11월 30일에 확인함.
- Reed, R.J.; Kuo, Y.-H.; Albright, M.D.; Gao, K.; Guo, Y.-R.; Huang, W. (April 2001). “Analysis and modeling of a tropical-like cyclone in the Mediterranean Sea”. 《Meteorology and Atmospheric Physics》 76 (3–4): 183–202. Bibcode:2001MAP....76..183R. doi:10.1007/s007030170029. S2CID 119761081.
- Romero, R.; Emanuel, K. (June 2013). “Medicane risk in a changing climate” (PDF). 《Journal of Geophysical Research: Atmospheres》 118 (12): 5992–6001. Bibcode:2013JGRD..118.5992R. doi:10.1002/jgrd.50475. hdl:1721.1/85621. S2CID 16082256. 2014년 2월 27일에 원본 문서 (PDF)에서 보존된 문서. 2014년 2월 24일에 확인함.
- Tous, M.; Romero, R. (2011). “Meteorological environments associated with medicane development” (PDF). 《Tethys》. doi:10.3369/tethys.2011.8.06. 2019년 3월 29일에 원본 문서 (PDF)에서 보존된 문서. 2017년 11월 22일에 확인함.
- Tous, M.; Romero, R. (January 2013). “Meteorological environments associated with medicane development”. 《International Journal of Climatology》 33 (1): 1–14. Bibcode:2013IJCli..33....1T. doi:10.1002/joc.3428. S2CID 129155891.
- Walsh, K.; Giorgi, F.; Coppola, E. (September 2014). “Mediterranean warm-core cyclones in a warmer world”. 《Climate Dynamics》 42 (3–4): 1053–1066. Bibcode:2014ClDy...42.1053W. doi:10.1007/s00382-013-1723-y. hdl:11343/282908. S2CID 129506111.
- Winstanley, D. (September 1970). “The North African flood disaster, September 1969”. 《Weather》 25 (9): 390–403. Bibcode:1970Wthr...25..390W. doi:10.1002/j.1477-8696.1970.tb04128.x.